# ハーバード大学
ハーバード大学（ハーバードだいがく、英語: Harvard University、略称：HU）は、マサチューセッツ州ボストン近郊のケンブリッジに本部を置くアメリカ合衆国の私立大学。
イギリス植民地時代にマサチューセッツ湾植民地政府が1636年に設置したアメリカ最古の大学で、学部・大学院ともに各種ランキングで常に上位に位置する名門校としてアイビー・リーグの一角を占める。校名は創設初期の献金者だった牧師ジョン・ハーバードの名前にちなむ。
2023年時点で在籍中の学部生・大学院生の数は2万5000人超、教員数約2万人に達する。また大学が行ってきた投資と寄付による大学基金の残高は、507億ドル（約7兆5000億円）と全米最大である。
卒業生は政財界から学術分野まで幅広い分野に広がっており、2018年時点で8人のアメリカ合衆国大統領、160人のノーベル賞受賞者（世界1位）・14人のチューリング賞受賞者・48人のピューリッツァー賞受賞者が出ているほか、32人の元留学生が母国で国家元首となっている。また2017年に億万長者（資産10億ドル）となった卒業生の数188人も、全米の大学で最多である。
2024年時点の学部合格率は3.6％と全米最難関のグループで、1年間の学費（教材費・生活費など含まず）は約5万9000ドル（約920万円）と発表されている。
2024年5月現在、同大学経済学部教授であるアラン・ガーバーが暫定学長に就いている。

## 歴史・校風
イギリス領マサチューセッツ湾植民地時代の1636年9月18日、植民地総督トマス・ダドリーの活動により、植民地メンバーの議決権を認めた初めての議会が招集された。そこで「学校またはカレッジ」新設のために資金を支出することが議決されたため、これが創立年とみなされている。創立時は男子校で、1650年には法人化された。
当初はピューリタン（清教徒）の聖職者を育成する機関として創設され、設立当初の目的は「社会と教会の指導者を育成する」となっており、教育標語はヨハネ福音書17章3節から取った「神とその子キリストを知る」であった。創設時から始まった神学教育は、1816年に専門大学院のハーバード大学神学大学院／神学校（Harvard Divinity School）の設立へと繋がった。神学大学院／神学校はハーバード大学の専門大学院としては1782年に設立された医学部（ハーバード大学医学大学院／Harvard Medical School）に次いで、2番目に設立された大学院となった。
ハーバードは拡大とともに一般教育機関として成長し、新しい科目や、自由な教育方針が導入されるようになった。とくに18世紀初頭にジョン・レバレット（John Leverett）が学長に就いたのちこの傾向が加速し、学内の施設が大幅に拡充されるとともに、入学者数も急増していった。
1782年の医学部設立とともにカレッジからユニバーシティ (University) となる。1817年にはハーバード・ロー・スクールが設立された。
1879年に創立されたラドクリフ女子大学とは長く提携関係にあったが、1970年代にいたって施設と教員を共有する連携カレッジ制度が創設され、ラドクリフのすべての学位がハーバードから授与されるようになった。1999年にラドクリフが正式にハーバードと合併し、男女共学の学部機関となっている。
校風はリベラルと言われることもあるが、政財界の中枢で活躍する卒業生を多く輩出しており保守的とみなされることも多い。2023年の調査では、教員の77％が自らを「リベラル寄り」とみなしている。
大学の中核キャンパスは、ボストン近郊ケンブリッジにある上述のハーバードヤードを中心に広がっているが、3キロほど離れた場所にキャンパスがあるマサチューセッツ工科大学を筆頭に周辺には60を超える大学があり、国内有数の学園都市を形成している。

### 学部
ハーバードには後述する12の大学院（スクール）があり、このうち文理大学院にのみ学部（Faculty of Arts and Sciences）が付設されている。この学部のことをとくにハーバード・カレッジと呼んでいる。
学生の専攻は、他の大学のようにmajor（メイジャー）とは呼ばず、concentration（コンセントレイション）と呼ばれる。その他、他の大学とは学期試験（2セメスター制）の時期が異なるなど、ハーバード大学独自の方式や伝統が見られる。
学部教育は、創設当初すべて文学・哲学などリベラル・アーツだったがしだいに拡充され、現在は物理学・天文学・機械工学などの学科が加わっている。
同じケンブリッジにあるマサチューセッツ工科大学（MIT）とは、単位交換などができる姉妹校として基本的に協同的な運営が行われている。近年、MITとハーバード大学の共同事業としてブロード研究所が設立されるなど関係が深まる一方、工学系が弱かったハーバード大学でも工学系学科の充実が行われつつある。

#### 大学院

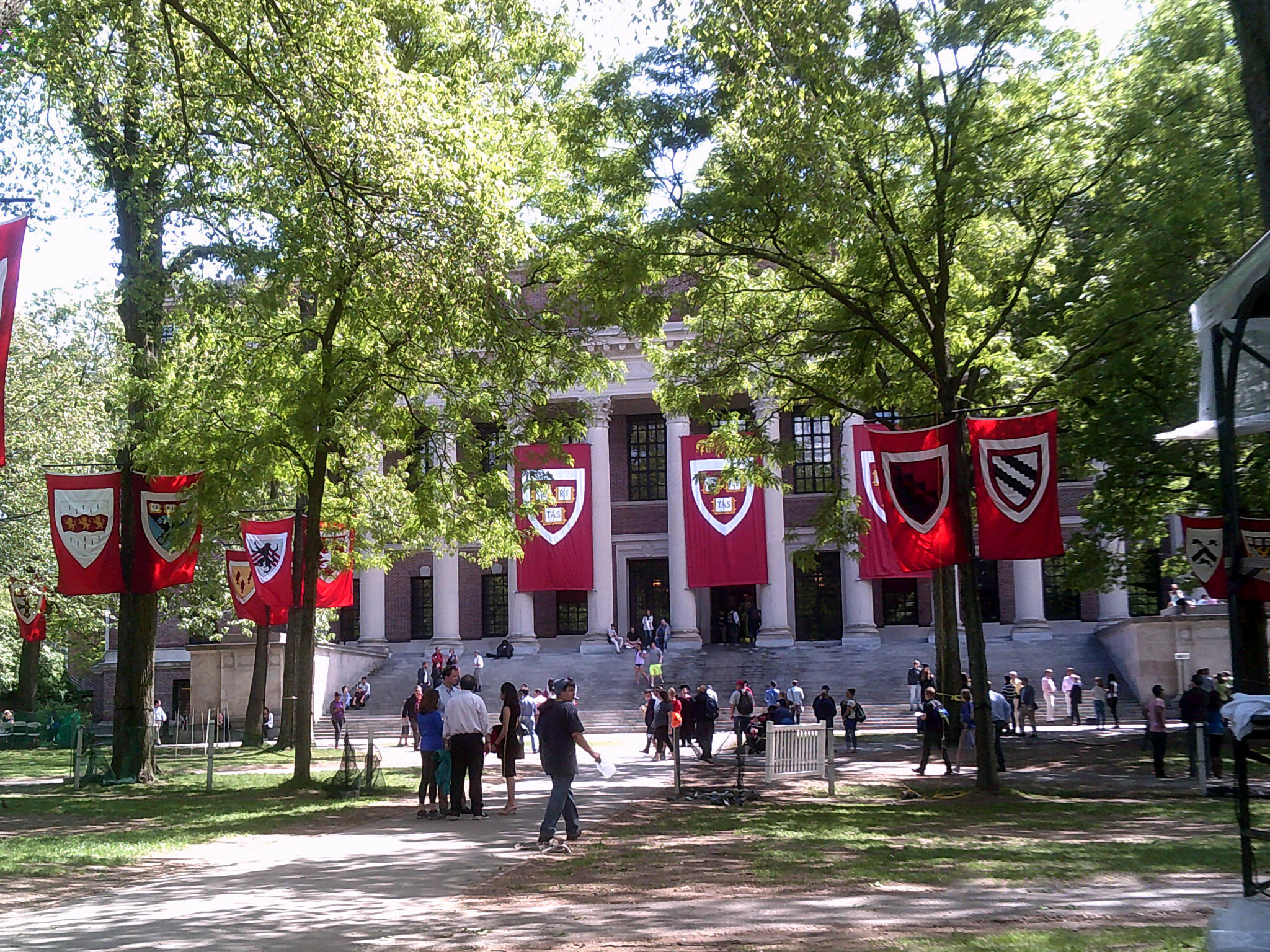
キャンパス中央から図書館側を望む（2012年）。

大学院は、ハーバード大学文理大学院などのほか、ハーバード・ビジネス・スクールなど12の専門職大学院とラドクリフ研究所で構成されている。
その多くは各種ランキングで最上位に位置しており、とくにロースクール（第4位、2023）やメディカルスクール（第1位、2023）などが名高い。
- ハーバード・メディカルスクール（1782年創設）—  このメディカルスクールは、マサチューセッツ総合病院の運営を行っている他、いくつかの病院と提携をしている。世界最先端の医療研究も行われている。
- ハーバード神学校（英語版）（1816年創設）
- ハーバード・ロー・スクール（1817年創設）
- ハーバード・デンタルスクール（1867年創設）
- ハーバード大学文理大学院（英語版）（1872年創設） — 大学院生数は最多。人文科学・社会科学・自然科学・工学・生命科学を含む学術大学院。主に博士号であるPhDの学位を授与するが、少数ながら修士号を授与するプログラムも存在する。現在GSASで提供されている学位プログラムは数学、物理学、生物医学からケルト語やスラブ文学などきわめて多岐にわたる。[21]
- ハーバード・ビジネス・スクール（1908年創設）
- ハーバード・エクステンション・スクール（1910年創設）
- ハーバード・デザインスクール（1914年創設）
- ハーバード教育学大学院（1920年創設）
- ハーバード公衆衛生大学院 - 武見国際保健プログラムが設置されている。（1922年創設）
- ハーバード・ケネディスクール（1936年創設）
- ハーバード・工学／応用科学スクール（2007年創設）ハーバードで最も新しいスクール。他のアイビー・リーグの大学同様、歴史的にハーバードでは工学や応用科学の研究が手薄であった。しかし、これらの分野の重要性の高まりを受け、スクールとして独立することで近年拡大を続けている。
- ラドクリフ研究所：1879年創立のラドクリフ・カレッジは、ハーバード大学と提携した女子大学であったが、1999年に完全に吸収されラドクリフ研究所となった。ヘレン・ケラーが卒業したことで知られる（1904年）。

## 主要大学ランキング

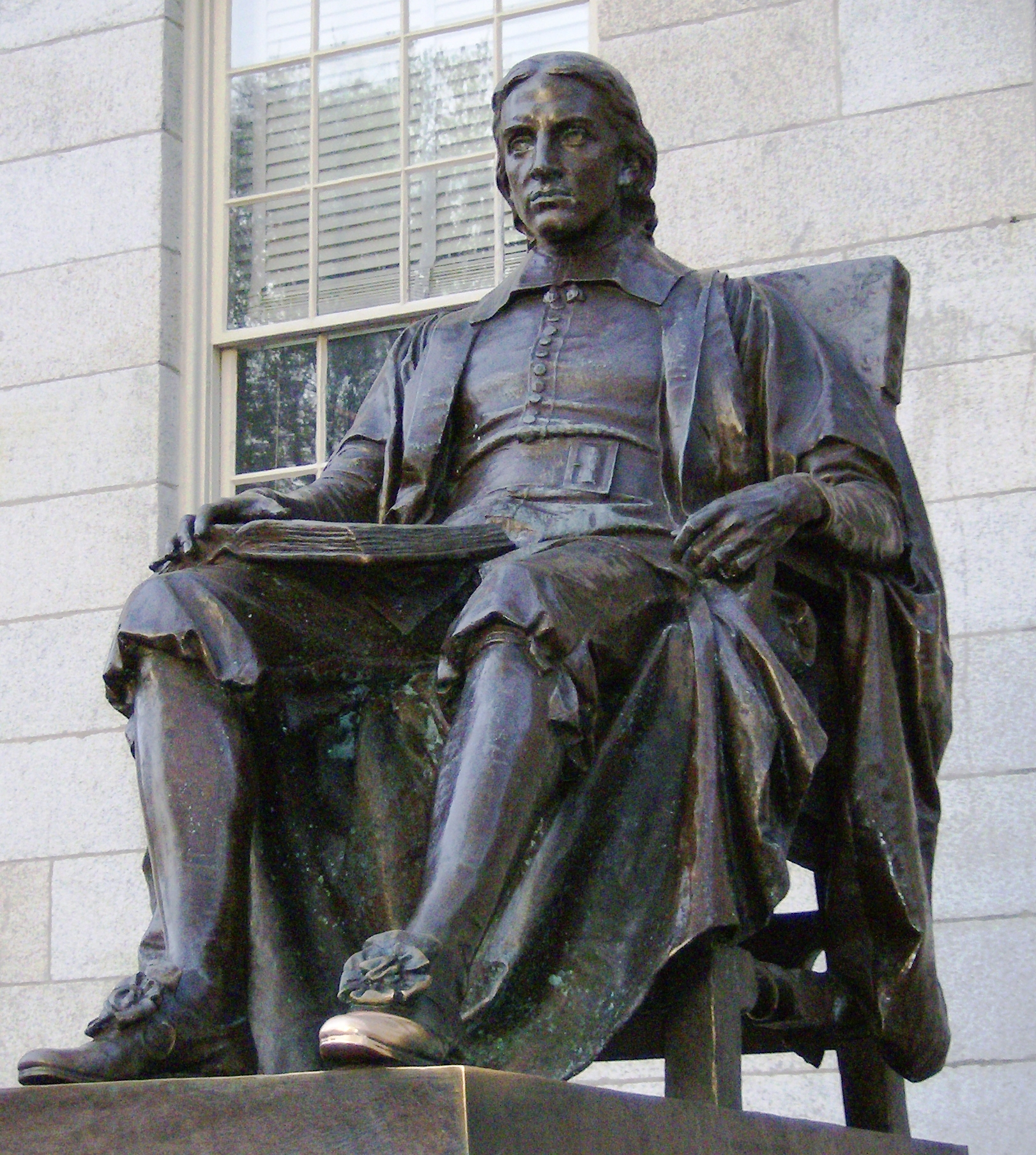
創立者ジョン・ハーバード像として設置されている彫像。「3つの嘘の像」の呼び名がある。足に触れると幸運が訪れるという言い伝えがあるため、左の足先がすり減っている。ダニエル・チェスター・フレンチ（1850-1931）作。

ハーバードはアメリカの名門大学の中でもとくに成功した教育機関とみなされることが多く、多くの卒業生が政財界・学術分野で成功を収めていることなどから、各種大学ランキングではつねに最上位グループに位置している。また全米最高額の大学基金を運用することで図書館や体育館など学内施設の更新・充実がさかんに行われており、この点でも大学ランキングでは高い評価を受けている。
世界大学ランキングセンターが2024年5月に発表したランキングでは、世界の大学全体で第1位。
USニュース大学ランキング（2023年）
- ベスト・グローバル大学ランキング ─ 第1位[25]
- 臨床医学、細胞生物学 ─ 第1位

THE世界大学ランキング
- 世界大学総合ランキング ─ 第4位（2024年）[26]
- 米国学部ランキング ─ 第1位（2022年）

ＱＳ大学ランキング
- 学部教育ランキング ─ 第1位（2024年）[27]
- ＱＳ世界大学総合ランキング ─ 第4位（2024年）

フォーブズ大学ランキング
- 学部ランキング ─ 第9位（2023）[22]
- 私立大学ランキング ─ 第7位

## 日本との関係

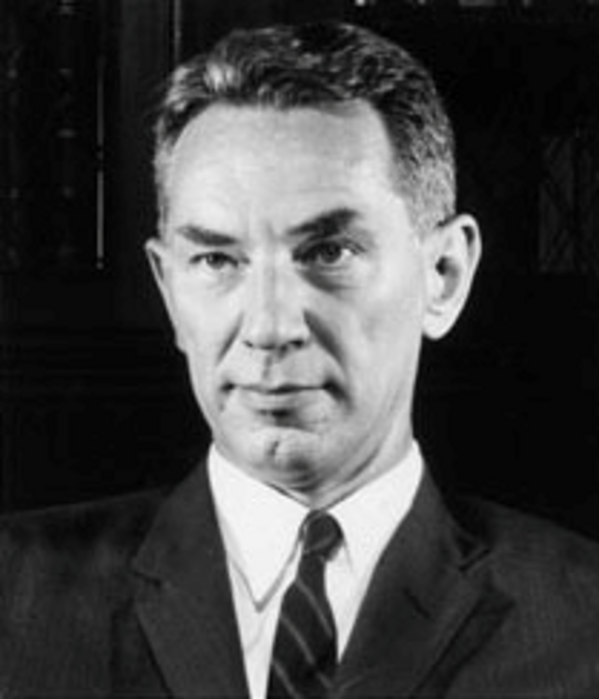
駐日大使の頃のエドウィン・ライシャワー。

ハーバード大学で本格的な日本研究が開始されたのは、1931年、ロシア生まれの東洋学者セルゲイ・エリセーエフが教員として招聘されたときとされている。エリセーエフは日本語が堪能で、明治末期に東京帝国大学に滞在して夏目漱石や谷崎潤一郎らとも交流を深めた。
エリセーエフが着任後に始まった日本学研究で、最初の生徒の1人がエドウィン・ライシャワーである。ライシャワーは日本生まれ・日本育ちですでに日本語を話すことができたが、ハーバード大学院に入学後、エリセーエフからの薫陶を受けて東洋学全般への造詣を深めた。ライシャワーは円仁『入唐求法巡礼行記』を扱った論文で学位を受けたのち、日本学研究者としてハーバードに着任した。
第二次大戦後にライシャワーがエリセーエフに次いでハーバード大学の日本研究を主導するようになると、日本学は戦前の東洋学から切り離され、独立した地位を持つことになった。図書館や教員数が大きく拡充されたのもこのときである。
ライシャワーは1961年にケネディ大統領から在日アメリカ大使に任命され、6年間滞在するなど日本の政財界ともつながりを深めた。このときに知己を得た日本の富裕層からの寄付が、さらにハーバードの日本研究環境を充実させ、現在でもアメリカにおける日本研究の拠点としてはコロンビア大学などと並んで重要な位置を占めている。
ライシャワー研究所を中心にハーバード大学は多くの日本研究者を育て、日本からの研究者・芸術家らの滞在も多数受け入れている。また古くは小村寿太郎・山本五十六から、現在の雅子皇后までハーバードに留学した著名人も数多い（「ハーバード大学に関係する日本人の一覧」を参照）。
ハーバード大学関係の日本人会
- Kennedy School 日本人会[32]
- Business School 日本人会[33]
- Public Health School 日本人会[34]
- ボストン日本人研究者会[35]
- HarvardMed-J[36]

## 学生像
人種構成
2022年時点でハーバード大学の人種構成は、白人が最も多く36％、アジア系21％、ヒスパニック系12％、黒人11％で、このほか外国籍の学生が11％を占める。
卒業生
超富裕層（UHNW、Ultra High-Net-Worthの略）に関するリサーチや評価を行うWealth-Xが資産が3000万ドルを超える超富裕層がどの大学に通っていたかを分析した結果（Wealth-Xは学部と大学院両方の学位所有者を卒業生としてカウント。修了証書取得者・名誉学位受賞者・中退者などは集計から除いた）、2017年に発表した時点で、ハーバード大学出身者は全米一位の1,906人いると報じられた。

## 学生生活・課外活動

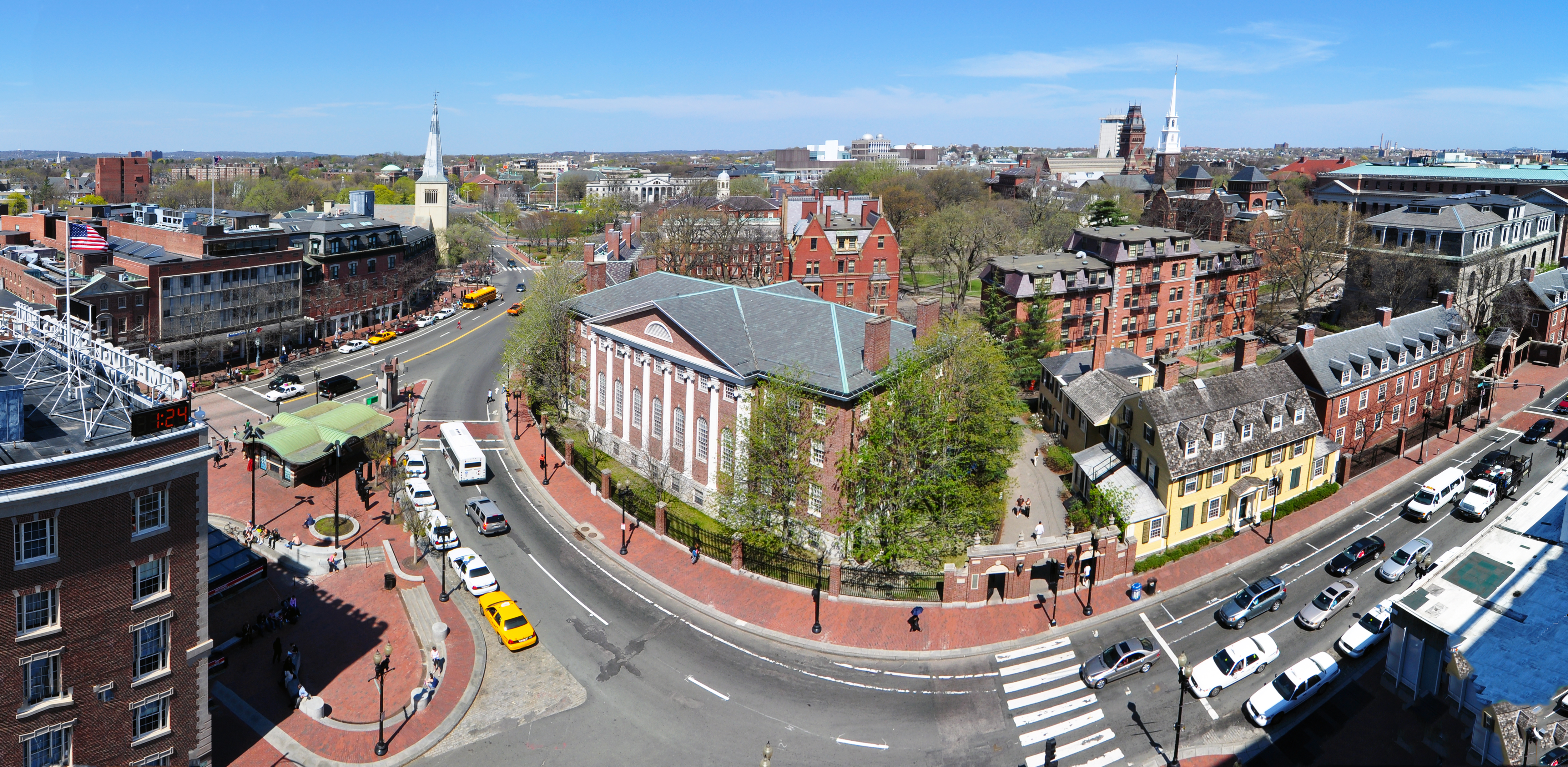
キャンパス俯瞰

### 学生寮
上級生向けに12の学生寮（ハウス）がある。三月上旬に行われるハウジング・デイ（Housing Day）で 二年生からどこの寮で暮らすのかが知らされ、夏休み明け直前に一斉に引越しをする。二年生以上も、一年おきに部屋が変わる。それぞれの寮に教授が住んでおり、教授宅でのパーティを始めとしたイベントは多岐に渡る。
12寮それぞれがマスコットキャラクター・旗・色を持っており、3月頭に行われるHousing Dayではそれぞれの寮をモチーフにしたビデオを撮影・公開したり、オリジナルのユニフォームを作ったり、着ぐるみを着たりと様々な個性・工夫が凝らされキャンパスは賑わいを見せる。
またダドリー・ハウスはハーバード13番目のハウスとして、大学院生を組織化している。ハーバード大学が、不動産部門、アパートを持っており、大学院生のための住居を斡旋している。コナントホールなどの大学院生専用居住施設もある。

### 学生会
学生が代表を務める学部生徒会と大学院生徒会は、12の大学院および専門職大学院の学生を代表するもので、ほとんどの大学院および専門職大学院にも学生自治会がある。

### スポーツ
- ハーバード大学のスポーツチームは、スクールカラーから「クリムゾン」と呼ばれている。
- ザ・ゲーム（The Game）: 毎秋恒例のイェール大学とのフットボール交流戦。ハーバード大学で行われる場合は、オールストン（ボストン）側にあるハーバードスタジアムが会場。
- アイスホッケーはハーバード大学が全米大学体育協会（NCAA）の全米選手権チャンピオンになった初めてのスポーツであり、1989年に優勝している。フローズン・フォー（全米ベスト4）にも13回もの進出を果たしており、ハーバード大学の中で最も成功しているチームの一つ。長年のライバルはコーネル大学であり、全米でも有名なカレッジアイスホッケーのライバル関係である。
- その他、約40個のスポーツチームがある。

### その他
- WHRB: 学生により運営されているFM局（95.3MHz）
- ローブ・ドラマ・センター（Loeb Drama Center）：現代劇上演劇場。
- ヘイスティ・プディング・シアトリカルズ（Hasty Pudding Theatricals）
- M2: ハーバード大学ケンブリッジキャンパス、マサチューセッツ工科大学、ハーバード大学メディカルキャンパス（ロングウッド地区）の3キャンパスを結ぶシャトルバス。ハーバード大学の学生は無料で利用できる。
- ザ・ハーバード・クリムゾン（英語版）: ハーバード大学日刊の学生新聞。
- ハーバード・ガゼット[40]: ハーバード大学の広報新聞。
- ハーバード・ランプーン（英語版）: 全米最古の風刺雑誌。

## キャンパス

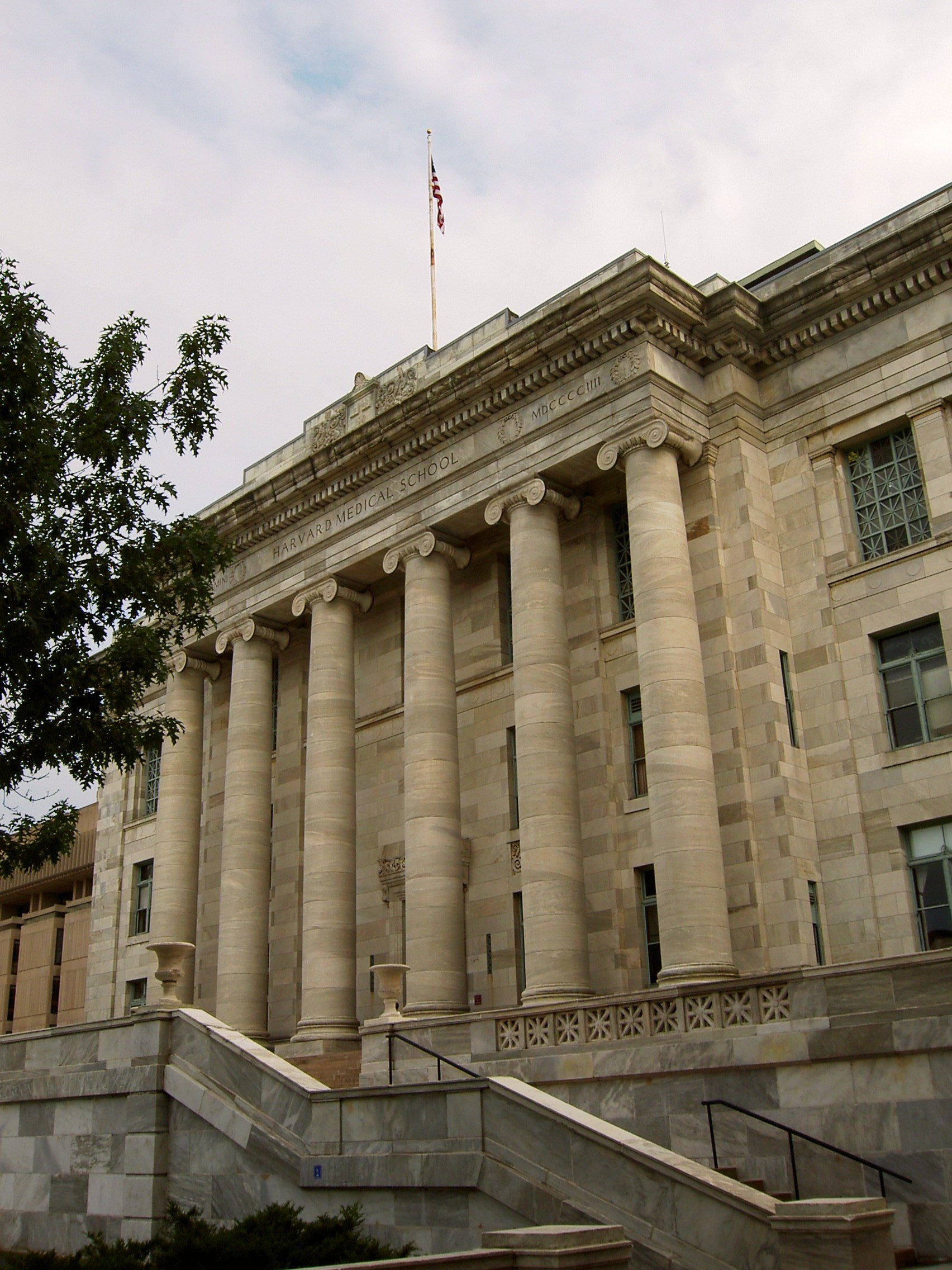
ハーバード・メディカル・スクール（HMS）

ハーバードヤードには、大学事務や1年次の学生が住む寮のほか、学生戦死者を祈念して作られたメモリアル教会、タイタニック号沈没で息子を失ったワイドナー夫妻によって設立されたワイドナー記念図書館、ロマネスク様式建築のセバーホールなどの建築物がある。
ヤード周辺には、南北戦争の戦死者を祈念して作られたメモリアルホール、科学教育施設であるサイエンスセンター、デザイン学関係のガントセンターなどがある。
また、西洋美術のフォッグ美術館、東洋美術のサックラー美術館、ガラス製植物標本で有名な自然史博物館など、常設公開施設もあり、多くの観光者が訪れる場所となっている。
教会の前にある300周年記念劇場（Tercentenary Theatre）として知られるオープンエリアでは、大学の卒業式（学位授与式）が行われる。この300周年記念劇場を中心にして広がる芝生の広場である『ハーバードヤード』はハーバード大学の最古の部分であり、これを取り囲んで、大学の最も重要な施設があり、上記の記念教会のほか、大学の主要図書館である『ワイドナー記念図書館』、学長を含む幹部職員のオフィス、いくつかの教室と学部棟が建っている。

### オールドヤード
ハーバードホール（1766年）、マサチューセッツホール（1720年）、ホールデンチャペルのある付近がハーバード大学の一番古い部分であり、オールドヤードと呼ばれる。ユニバーシティーホール（1815年、ワシントンDCアメリカ合衆国連邦議会議事堂と同じチャールズ・ブルフィンチ設計）の裏側のメモリアル教会、ワイドナー図書館がある部分は、6月に卒業式が行われる広場でターセンテナリー劇場という。

### ワズワースハウス
ワズワースハウス（Wadsworth House）は1726年建築で、19世紀半ばまで学長の住居だった。独立戦争時にジョージ・ワシントンが司令部を置いたことで知られる。

### メモリアルホール
南北戦争の戦死者を祈念して作られたゴシック風建築。内部は、サンダース劇場と呼ばれるコンサートホールになっている。毎年9月末恒例のイグノーベル賞（ノーベル賞のパロディー賞）の授賞式はここで行われる。下部は、ロッカーコモンズと言われ、学生食堂、溜まり場になっている。

### フォッグ美術館
ハーバード大学最古の美術館。西洋美術、印象派やピカソの作品が有名。連結したブッシュ・ライジンガー美術館は、北欧美術。

### アーサー・M・サックラー美術館
東洋美術、イスラム美術など非西洋美術が中心。東洋美術、イスラム美術や写本など非西洋美術が中心。

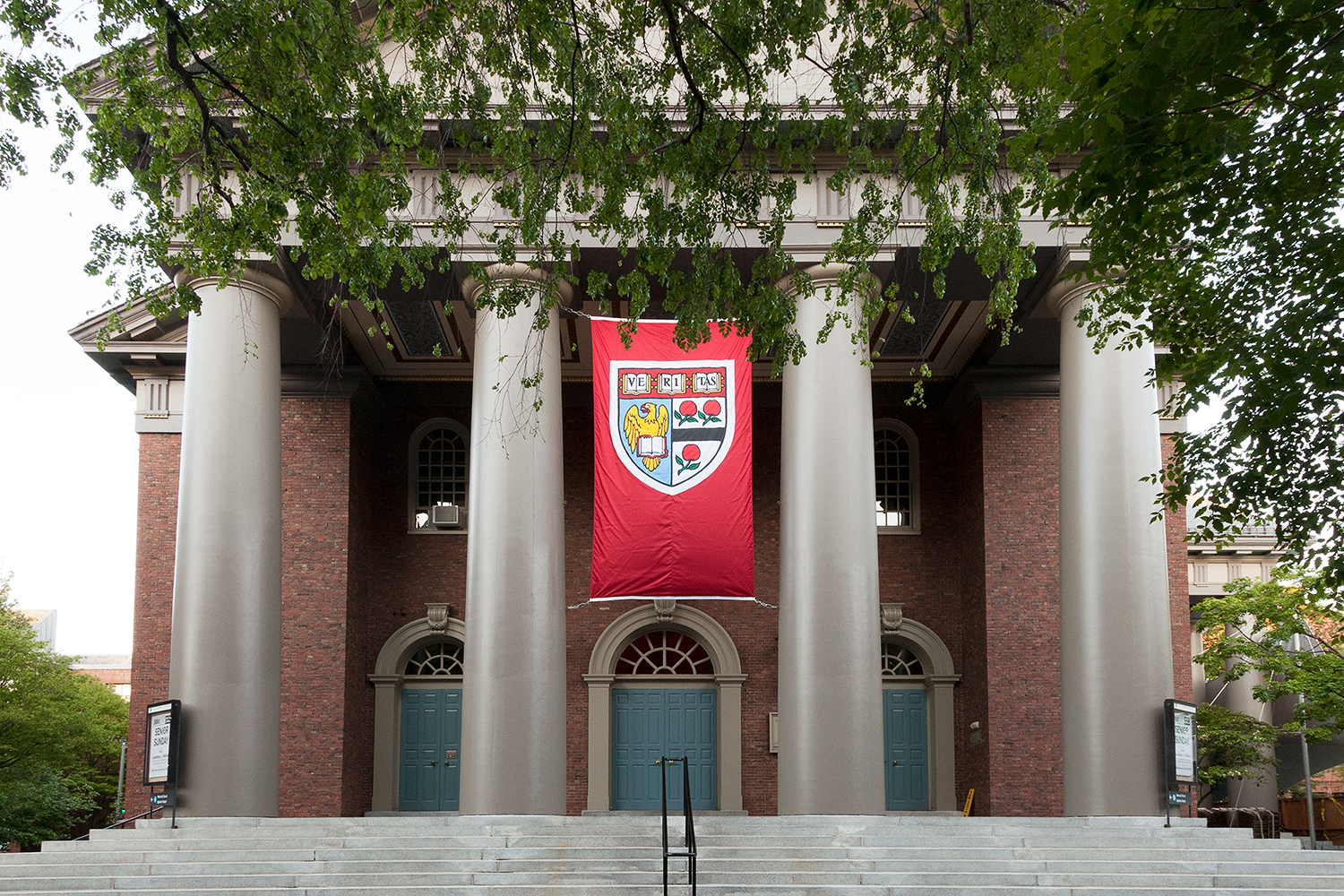
ハーヴァード大学記念教会

### 自然史博物館
ハーバード大学の教授であった博物学者ルイ・アガシーの理想である『Study Nature, not books（書籍でなく自然から学べ）』を実現した博物館。鉱物学地質学博物館、比較動物学博物館、有名なガラス製植物標本があるハーバード大学標本館・植物博物館からなっている。ピーボディー考古学・民族学博物館と物理的に接続している。ルイ・アガシーは、大森貝塚を発見したエドワード・S・モースと師弟関係にある。

### ホリオキセンター
ホリオキセンター（Holyoke center）はハーバード大学の運営事務棟。一階には、ハーバード大学の案内所などがある。学生によるハーバード大学ツアーの開始点。

### そのほか
ザ・コープ（英: The Coop）ハーバード大学生協であるが、マサチューセッツ工科大学にもある。ハーバードスクエアには、書籍を扱う店とハーバードグッズを扱う店の2店がある。
ハーバード大学に入学した学生は、1年次をハーバードヤードとその周辺にある寮で過ごすが、2年次から4年次卒業までは、「ハウス House」と呼ばれるシステムに属し、大部分の学生がハウスに寄宿する全寮制となっている。ハーバード大学のハウスは、ハーバードヤードからチャールズ川の間を中心に12個ある。それぞれのハウスには、専攻、学年、人種の違う学生が400人ほど集まり、専任の教員がいて指導が行われ、同窓会組織も強い。日本の皇后雅子がハーバード在学中に寄宿したローウェルハウスなど、外観が優美な建築物も多い。

## 図書館
ハーバード大学図書館は1638年に創設され、アメリカで最も古い図書館である。 学内に分散する図書館群を合計すると1530万冊の蔵書を持ち、学術図書館として世界最大級の規模を誇る。この規模は、米国議会図書館に次いで全米2位の蔵書数であり、世界では米国議会図書館、大英図書館、フランス国立図書館に次いで4位となっている。

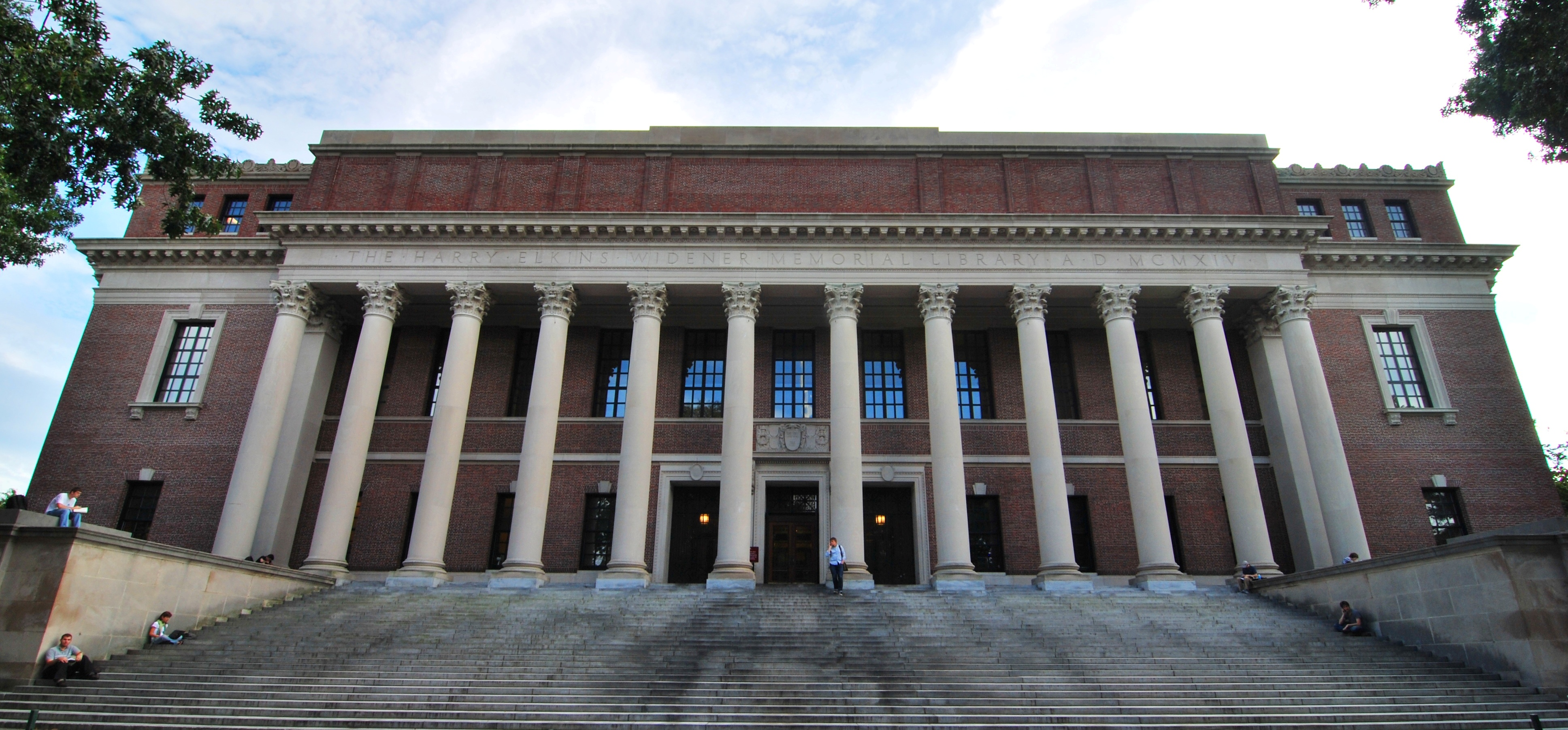
ワイドナー記念図書館

図書館システムの中心にあるのは、ワイドナー記念図書館であり、その他、90個あまりの図書館を有する。例えば、多数の日本語書籍を所蔵するイェンチン図書館やカウントウェイ医学図書館などがある。

## 出来事・批判・不祥事

### トランプ政権との関わり
2025年1月に大統領２期目に就任したドナルド・トランプは名門大学で左翼化が進んでいるとして圧力をかけ、ハーバード大学に対しても3月から4月にかけて反ユダヤ主義への対応、アメリカの価値観に敵対的な留学生への対処、多様性・公平性・包括性(DEI)への取り組みの中止などを要求し、受け入れられない場合は合計約90億ドル（約1.3兆円）にもなる助成金や契約を見直すと発表した。これに対しハーバード大学はこれらの要求を否定したため、トランプ政権はハーバード大学に対する20億ドル（約2870億円）を超える助成金を凍結すると発表し、ハーバード大学は4月21日に凍結取り消しを求めて提訴した。
5月5日にトランプ政権はハーバード大学に対して追加で研究助成金などの援助を凍結すると通告。さらに5月22日には国土安全保障省のクリスティ・ノーム長官がハーバード大学に対して留学生を受け入れるためのビザ申請資格を停止すると発表し、在学中の留学生が他大学に転出しない場合はアメリカでの滞在資格を失うこととなるとした。ハーバード大学はこの措置も憲法違反として直ちに提訴し、2025年5月末の時点で裁判所は大学側の主張を認めて米政権側の措置は停止されている。
5月28日には、国務省が一部の中国人留学生のビザ取り消しを始めると発表した。中国共産党と繋がりがあったり重要な分野で研究していたりする学生が対象で、声明に「ビザを積極的に取り消す」と記した。トランプ政権は「（同大が）キャンパスで暴力と反ユダヤ主義を助長し、中国共産党と共謀している事について責任を負わせる」と主張した。

### 学長辞任
2023年にクローディン・ゲイが黒人として初の学長に就任。しかし同年秋に起きたイスラエルとガザ間での激しい戦闘をめぐり、学内での抗議運動への対処などが融和的だとして議会で批判を集め、また教員時代の研究不正が発覚、1年足らずで辞任した。2024年5月現在、同大学経済学部教授であるアラン・ガーバーが暫定学長に就いている。

### サマーズ発言と不信任決議
2005年1月、サマーズ学長が、「科学や工学の分野で秀でた業績を残した女性が少ないのは、男女間に生まれつきの素質の差があるからだ」という趣旨の発言をし、世界中に配信された。これをきっかけに、ハーバードカレッジの教員会が、サマーズ学長を不信任とする決議を採択している。2006年2月21日、同年6月に学長を辞任することを発表した。

### カンニング
2012年5月、リベラルアーツ学部で行われた政治学（「連邦会議入門」）の試験で学生たちのカンニングが発生した。後日、学年の約半数にあたる125名が退学や停学、仮進級といった処分を受けた。この5月の試験は「Take Home Exam」と呼ばれ、出題された課題を学生は自宅で答案（レポート）としてまとめて提出するものであった。
この試験は、インターネット等の資料の閲覧が認められるものの、丸写しや他の学生との相談による作成は認められていない。しかし多数の学生の答案の回答ぶりがどれも酷似していたことから、大学側が調査を開始し、学生たちの不正行為が判明した。一部の学生側からは、特定の学生のノートをコピーして資料として使用したもので、答案作成そのものを相談して作成した訳ではない、との弁明が出されたが、大学側は大量処分に踏み切った。

### 女子学生のレイプ被害
2015年9月21日、ハーバード大学は、2014年春に行なった学内での性的暴行、レイプ被害の調査結果を発表した。その結果、ハーバード大学の4年生のうち、3分の1近くが在学中に様々な形での非合意の性行為と性的接触を受けていた、ハーバード大学4年生の女子学生では、そのうち、29.2％が非合意の性行為と性的接触を受けたと回答し、27校の平均値である27.2％を上回っていたという。ハーバード大学のドルー・ギルピン・ファウスト学長は9月21日、全学生と教師あてにメールを送り、そのメールの中で、この状況に対する憂慮を表明した。

### 献体臓器売買
2023年6月15日、ペンシルベニア州ミドル地区連邦検事事務所は、同大医学部の遺体保管責任者ら6名を、献体された遺体から臓器を密売した疑いで起訴した。

## エピソード

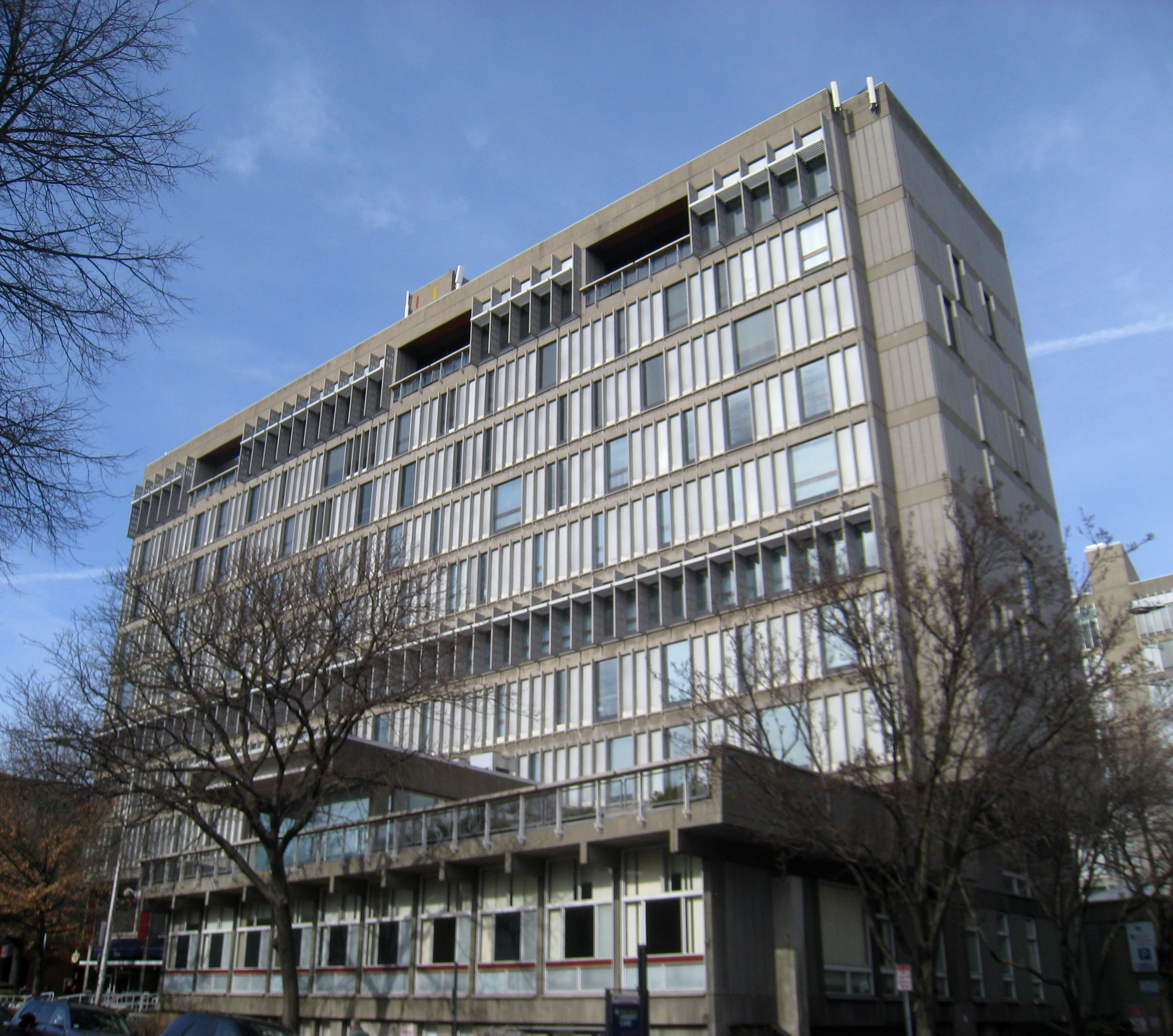
ホリオキセンター（大学事務棟）

- 期末試験の最終日前夜、ハーバード大学では、学部生たちによる「産声（Primal Scream）」といわれるイベントが行われる[61]。学生は男女を問わず衣服を脱ぎ、ハーバードヤードを2周する。2学期制のハーバード大学では、この行事が年2回開催され、その1回は冬に行われることになる。参加者の中にはケープやマスクを身につけるものもいるが、全裸の者も多い。ストリーキングが行われる周辺は見物者で埋め尽くされ、開始前には楽隊の演奏がイベントを盛り上げる。2018年現在も行われている。[62]

- ハーバード大学、イェール大学、プリンストン大学は、この3大学の関係者内で「ビッグ・スリーBig Three」または各校の頭文字をとってHYPと呼ばれる[63]。

中国共産党員とハーバード
- 中国共産党幹部の多くの子息、習近平党総書記の娘の習明沢、薄熙来元党政治局員の息子の薄瓜瓜、江沢民元党総書記の孫の江志成、趙紫陽元党総書記の孫[64]などが在籍や卒業したとされる[65]。

ハーバードと地理学
アメリカ合衆国最高の教育水準を保つハーバード大学であるが、地理学に関しては1956年以降地理学者がいない状態が続いている。ハーバード大学は、かつて地形輪廻を提唱したウィリアム・モーリス・ディヴィスや環境決定論で知られるエルズワース・ハンティントン、人文地理現象を自然との関係で捉えようとしたイザイア・ボウマンなどの地理学者を輩出してきたが、1948年2月に財政難を理由に地質・地理学科の地理学部門の閉鎖が決まった。
実際には地理学者エドワード・アッカーマンの準教授への昇任をめぐる駆け引きがきっかけとされ、学内からはエドワード・アルマン、学外からはリチャード・ハーツホーンやカール・O・サウアーが地理学部門を守るために尽力したが、結局廃止に追い込まれた。
杉浦芳夫は、『二〇世紀の地理学者』の中で卒業生のイザイア・ボウマンが時のハーバード大学総長ジェームス・コナントに存続を働きかけていたら、状況は変わっていたかもしれないと述べている。しかしボウマンは、同じ政治地理学分野で考えの合わなかったダウエント・ホイットルセーがハーバード大学で教鞭を執っていたこともあってか、コナントに働きかけをすることをしなかった。閉鎖にともなってアッカーマンはシカゴ大学へ、アルマンはワシントン大学へ移籍し、最後まで残ったホイットルセーは、1956年に急死し、ハーバード大学の地理学は終焉を迎えた。

## フィクションに登場したハーバード大学
- 小説 『響きと怒り』（W.フォークナー）は代々ハーバード大学に通う名門一族の子弟が主人公。

- 映画『ある愛の詩』はハーバード大学に通う富豪の息子と近隣の女子大に通う庶民の娘との悲恋物語。
- 映画『きっと忘れない』はハーバード大学学生とホームスレスの男との交流を描く。
- 映画『キューティ・ブロンド』主人公のエルは「ブロンドの女は頭が軽い」という偏見をもつ男たちを見返すためハーバード・ロー・スクールへ入学する。
- 映画『グッド・ウィル・ハンティング/旅立ち』は無学だが数学の天才だった青年がハーバード大学に通う女子学生と恋におちる。主な舞台はマサチューセッツ工科大学。
- 映画『ソーシャル・ネットワーク』は、マーク・ザッカーバーグがハーバード大学在学中にフェイスブックを開発した過程をもとに構想された物語。
- 映画『ビー・バッド・ボーイズ』では、主人公の不良少年たちがマリファナで瞬間的に頭脳明晰となりハーバード大学に合格する。
- 映画『ミスター・ソウルマン』は、黒人になりすましてハーバード大学に入学する青年が主人公。
- 映画『私は「うつ依存症」の女』は、ハーバード大学在学中に心を病んでゆく女子学生が主人公。
- 映画『ペーパーチェイス』は、ハーバード大学ロー・スクールが舞台の青春映画。学生生活の描写がリアル。

- テレビドラマ『FRINGE』ではハーバード大学に設置されたラボで犯罪捜査が行われる設定。
- テレビドラマ『ラブストーリー・イン・ハーバード』主人公のキム・ヒョヌ（キム・レウォン）は法曹一家に育ちハーバード・ロースクールに進学する。
- テレビドラマ『SUITS/スーツ』主人公の甲斐正午（織田裕二）はハーバード出身の弁護士。
- テレビドラマ『砂の塔　知りすぎた隣人』の橋口梨乃は夫婦ともにハーバード大学出身。

## 特筆すべき関係者

著名な卒業生
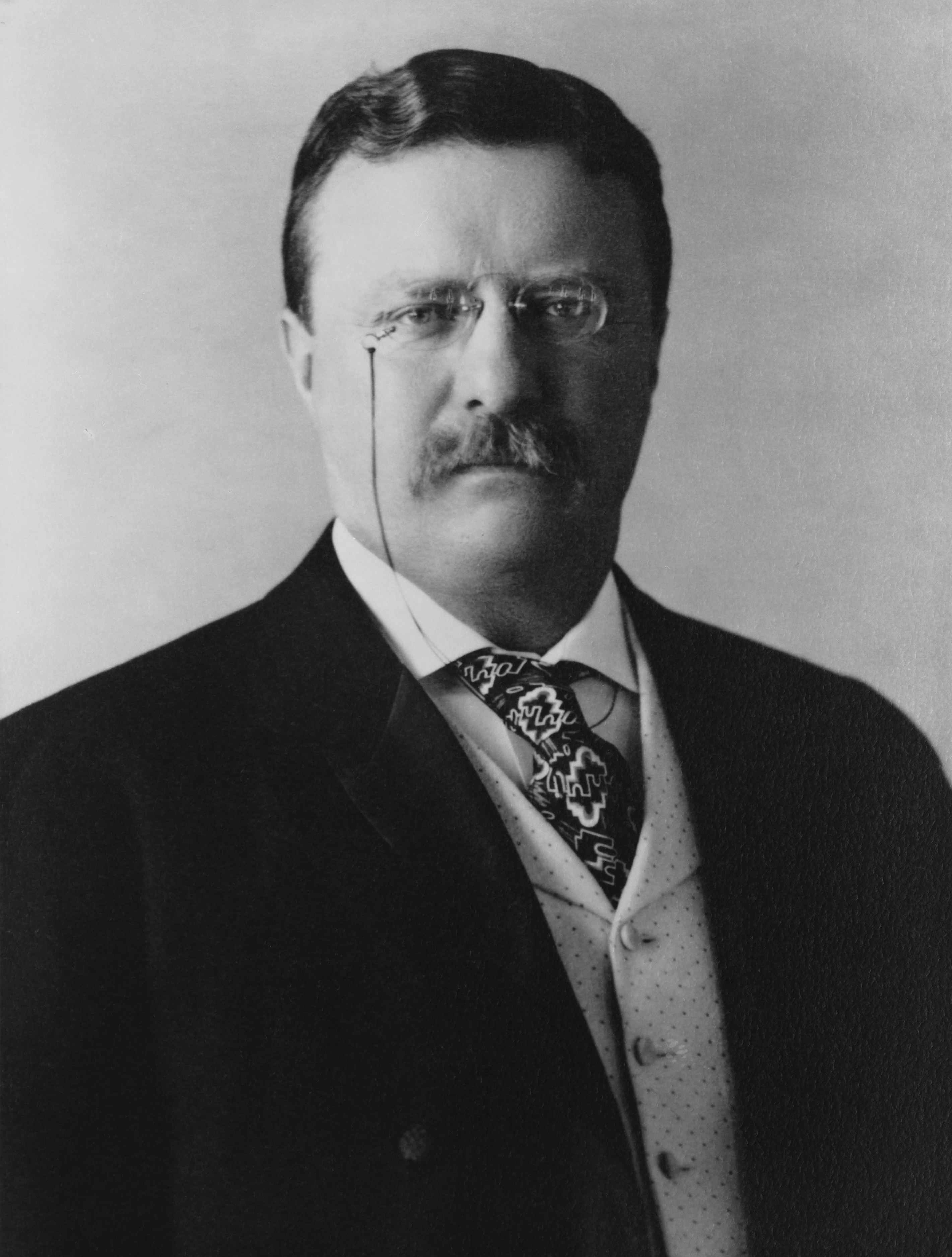
第26代米国大統領 セオドア・ルーズベルト
第32代米国大統領 フランクリン・ルーズベルト
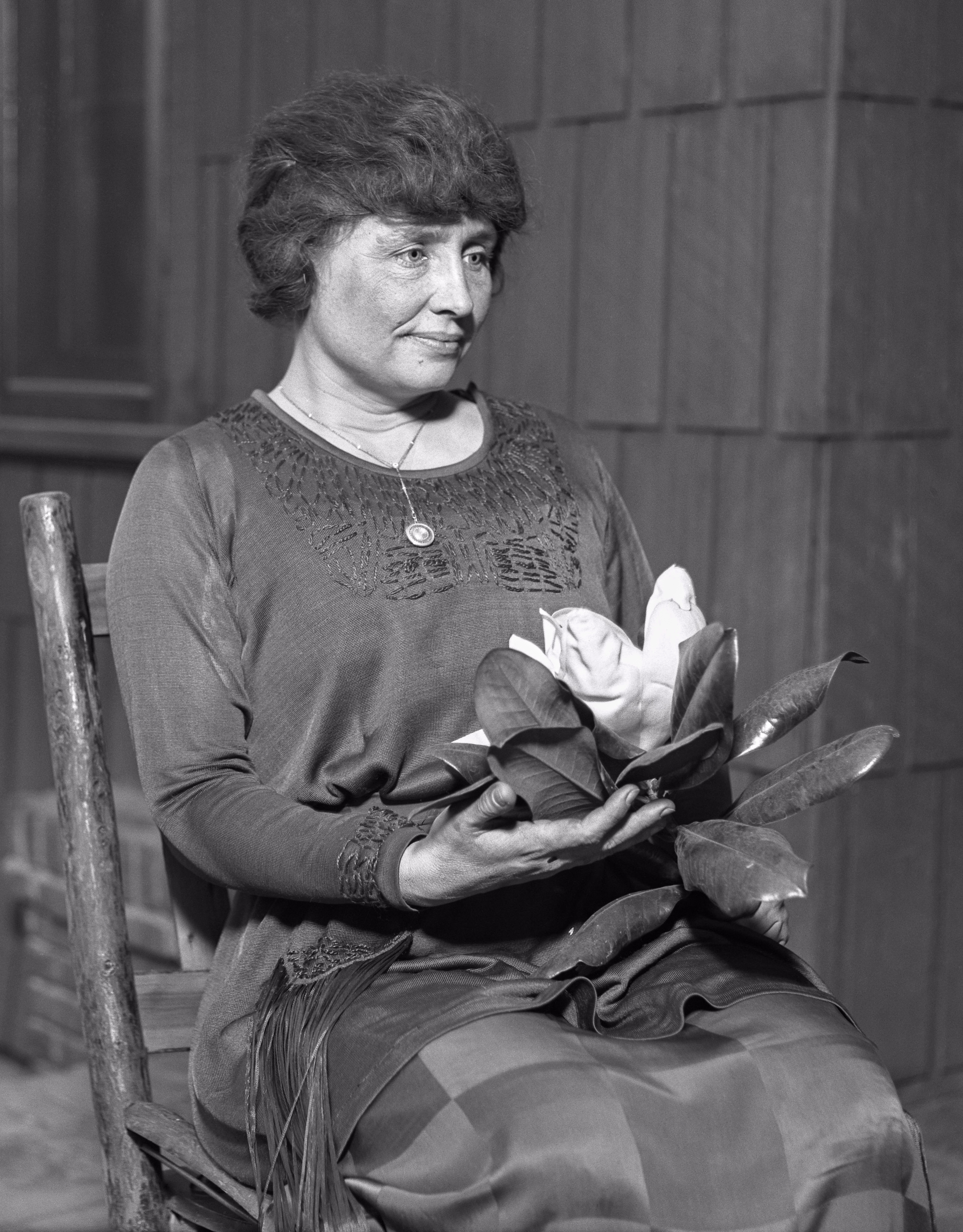
作家、政治活動家 ヘレン・ケラー
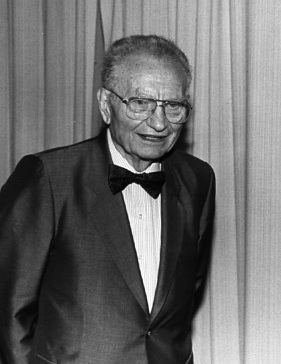
エコノミストノーベル経済学賞受賞者 ポール・サミュエルソン
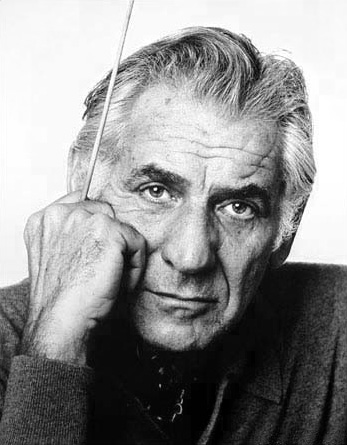
音楽家　レナード・バーンスタイン
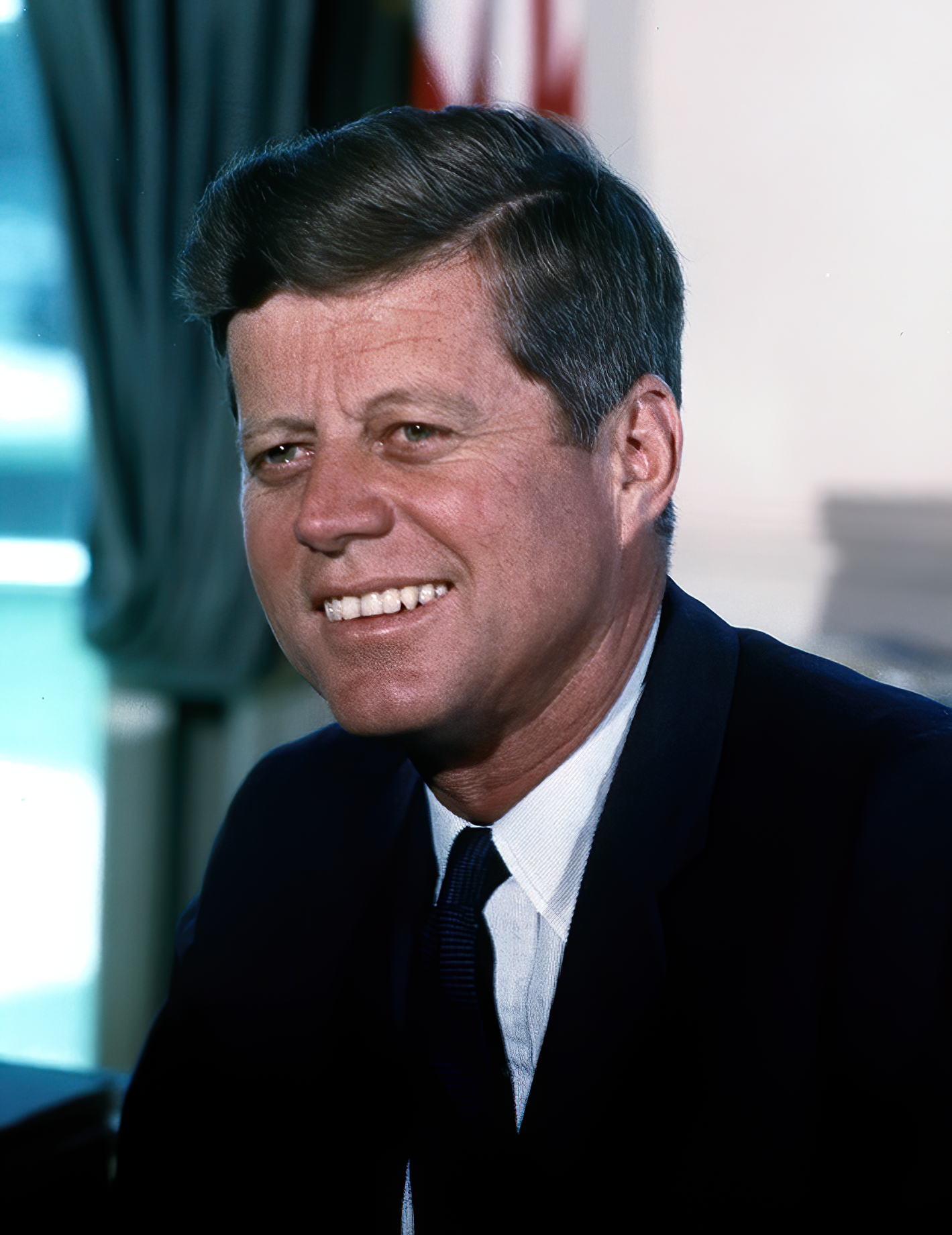
第35代米国大統領   ジョン・F・ケネディ
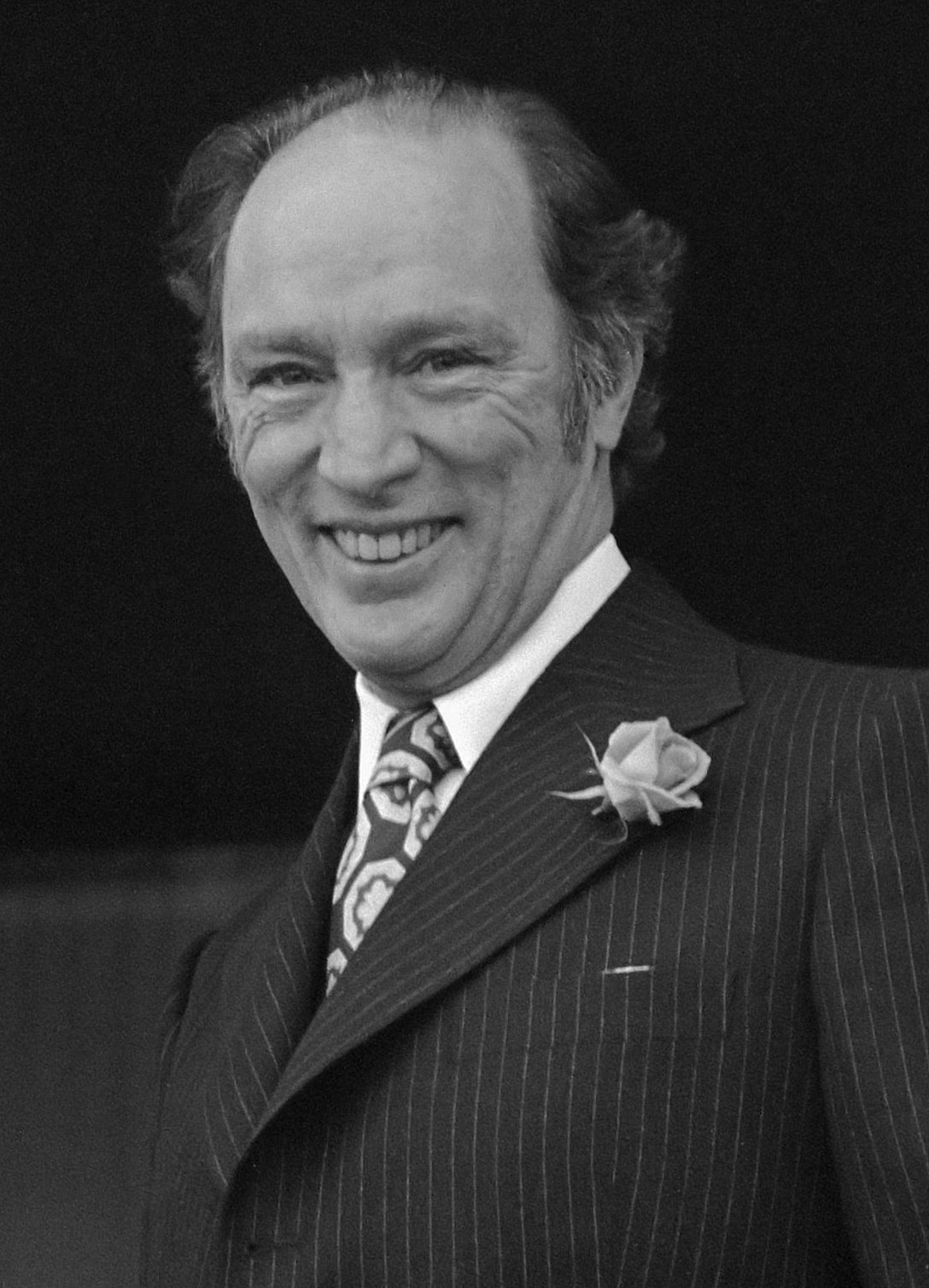
第20・22代カナダ首相 ピエール・トルドー
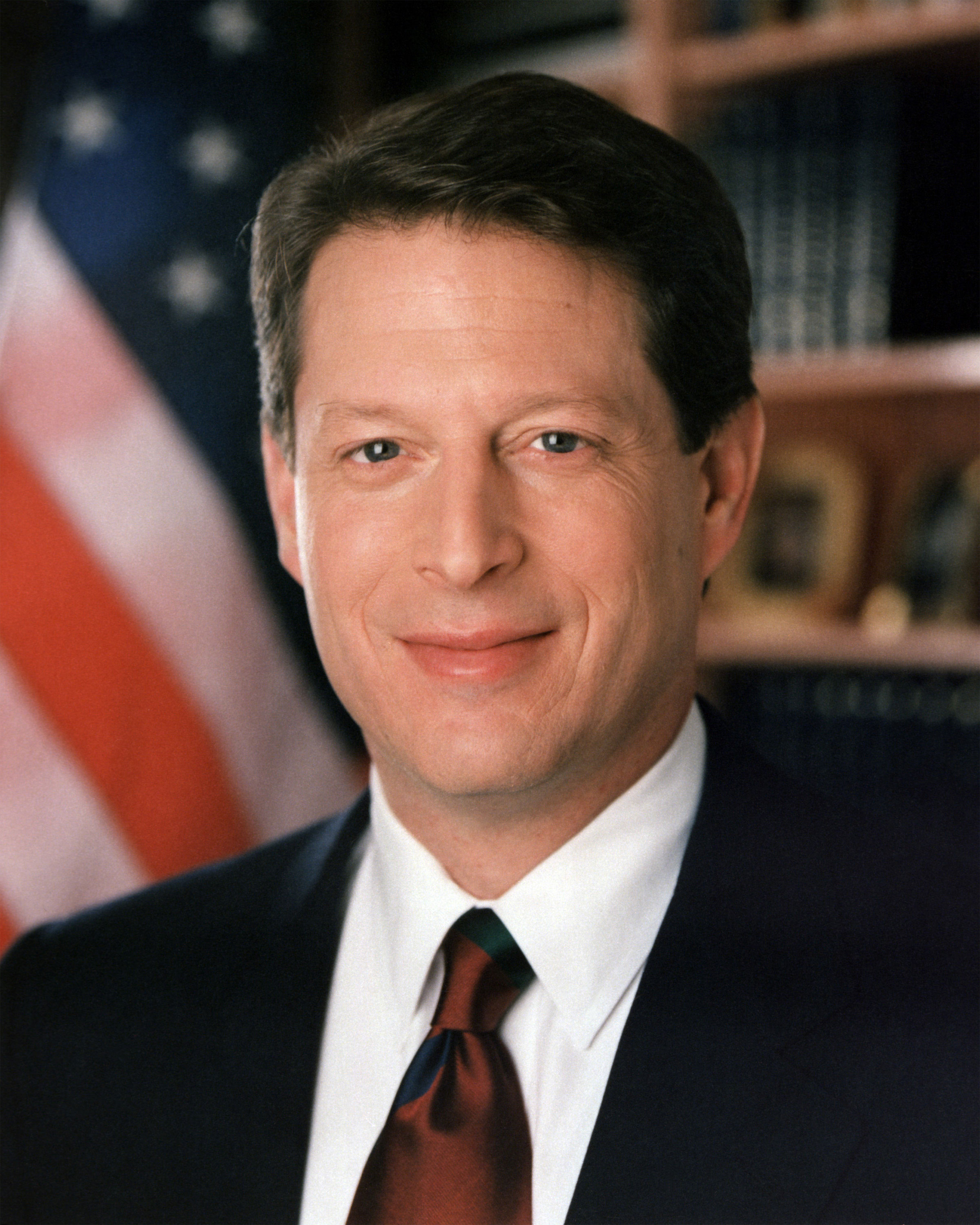
第45代米国副大統領 アル・ゴア
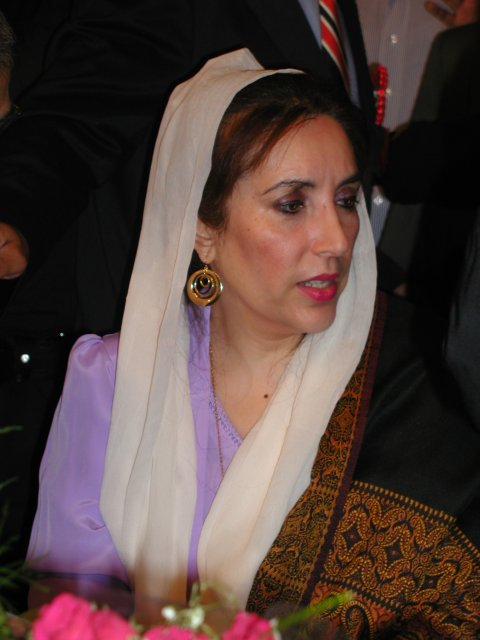
第11代パキスタン首相 ベーナズィール・ブットー
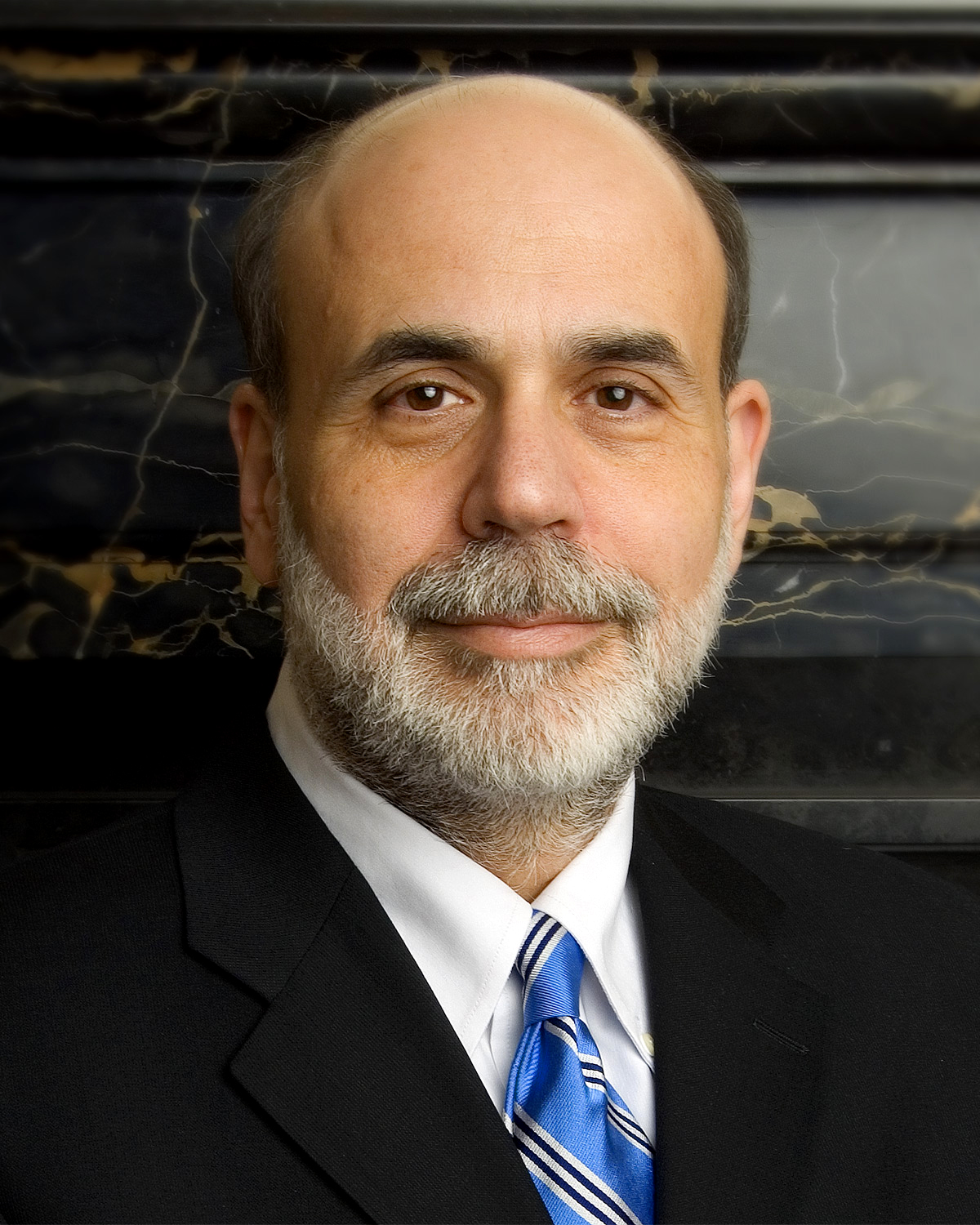
第14代FRB議長 ベン・バーナンキ
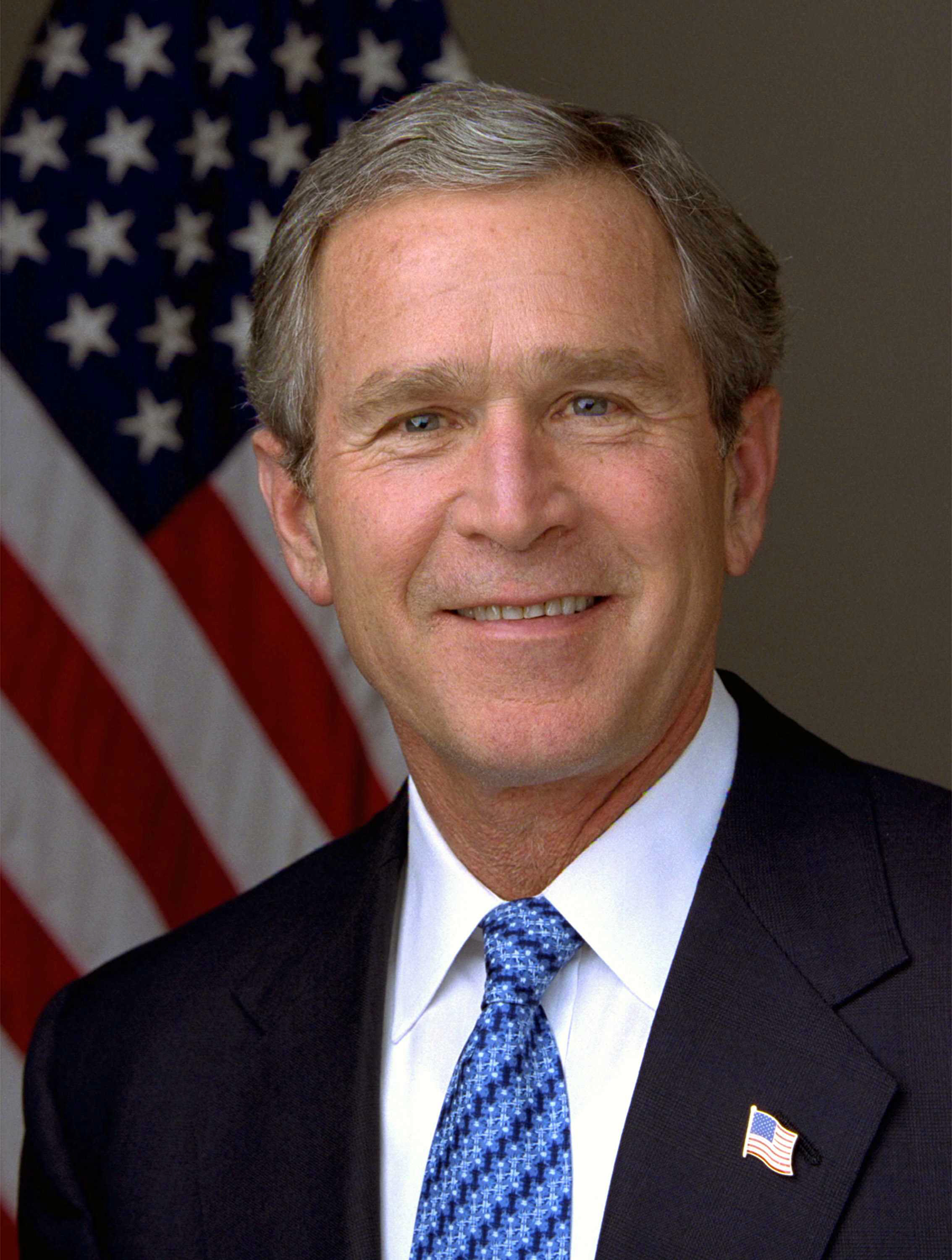
第43代米国大統領 ジョージ・W・ブッシュ
第44代米国大統領 バラク・オバマ
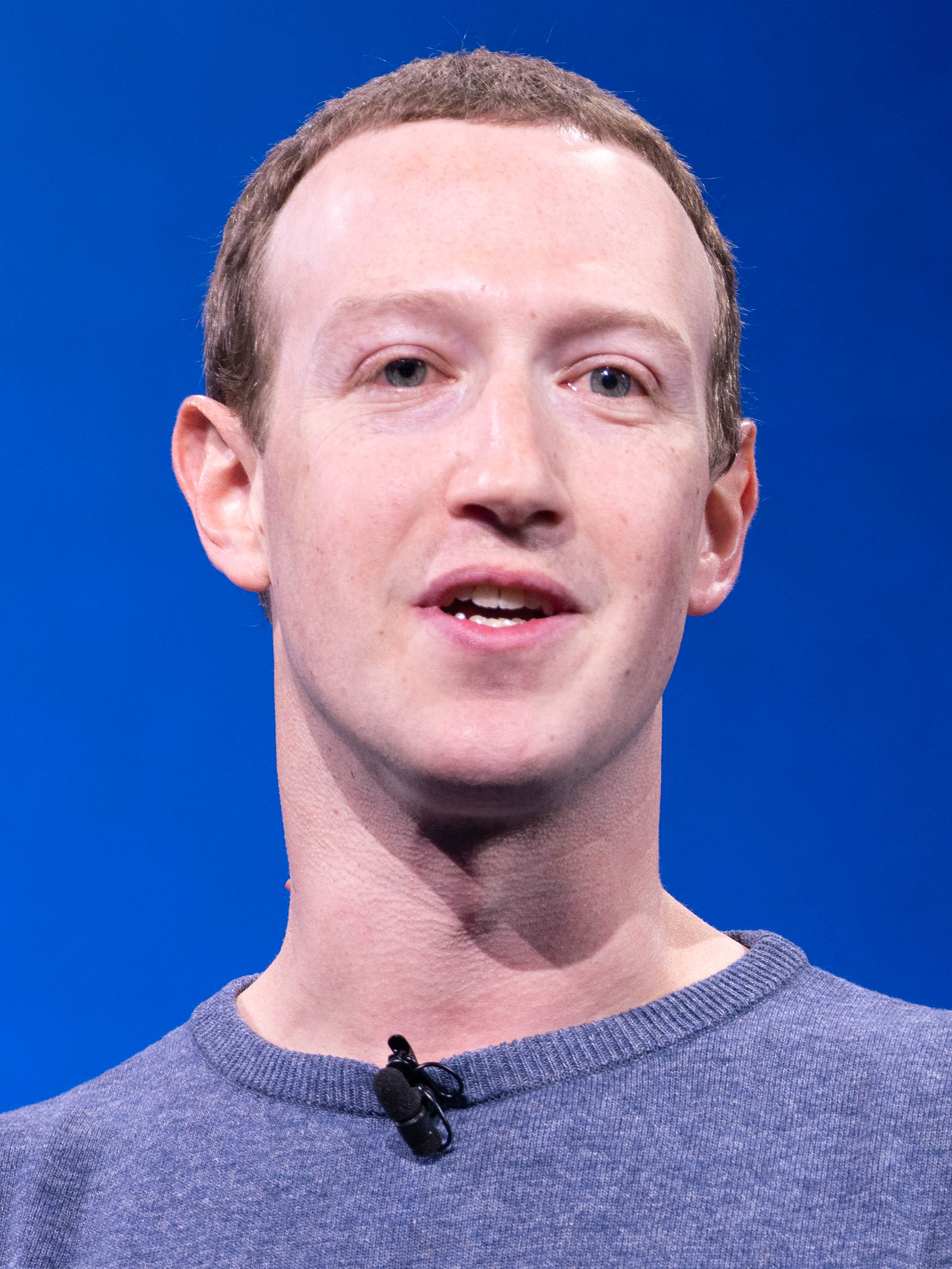
実業家 マーク・ザッカーバーグ
実業家　慈善活動家　球団オーナー　三木谷浩史
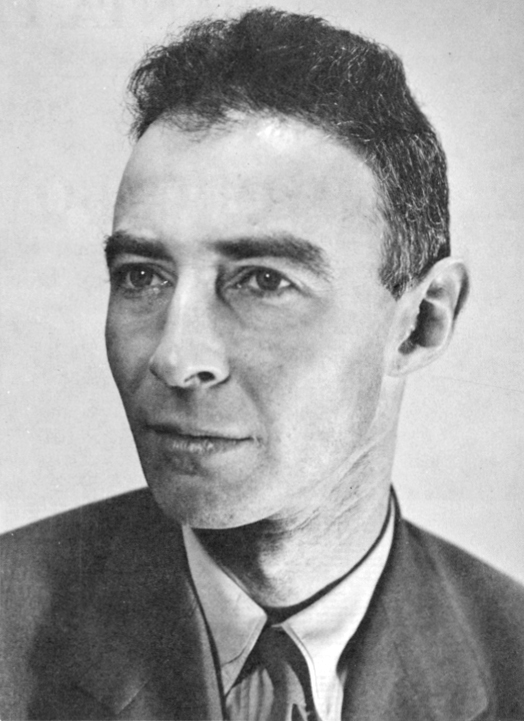
理論物理学者 ロバート・オッペンハイマー
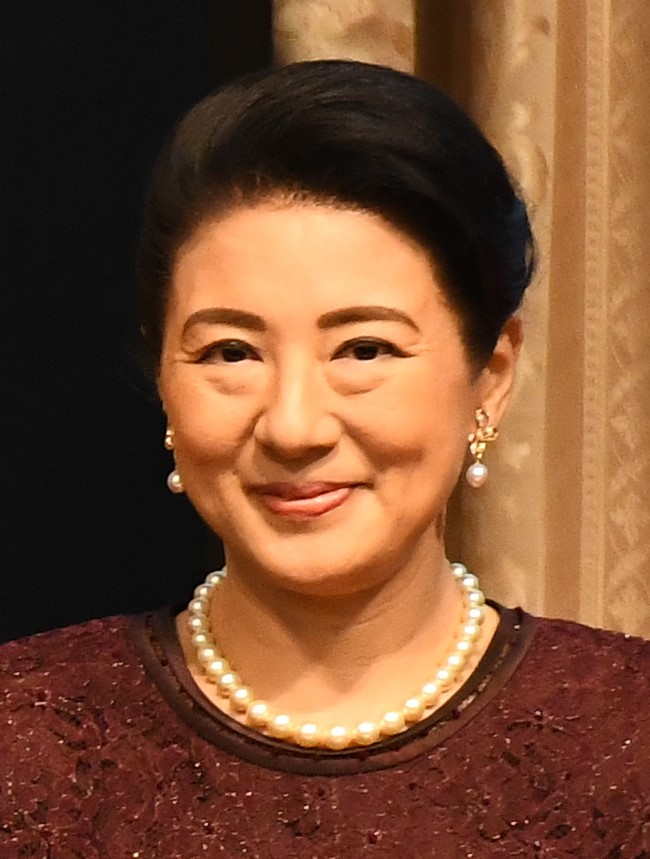
第126代皇后　皇后雅子
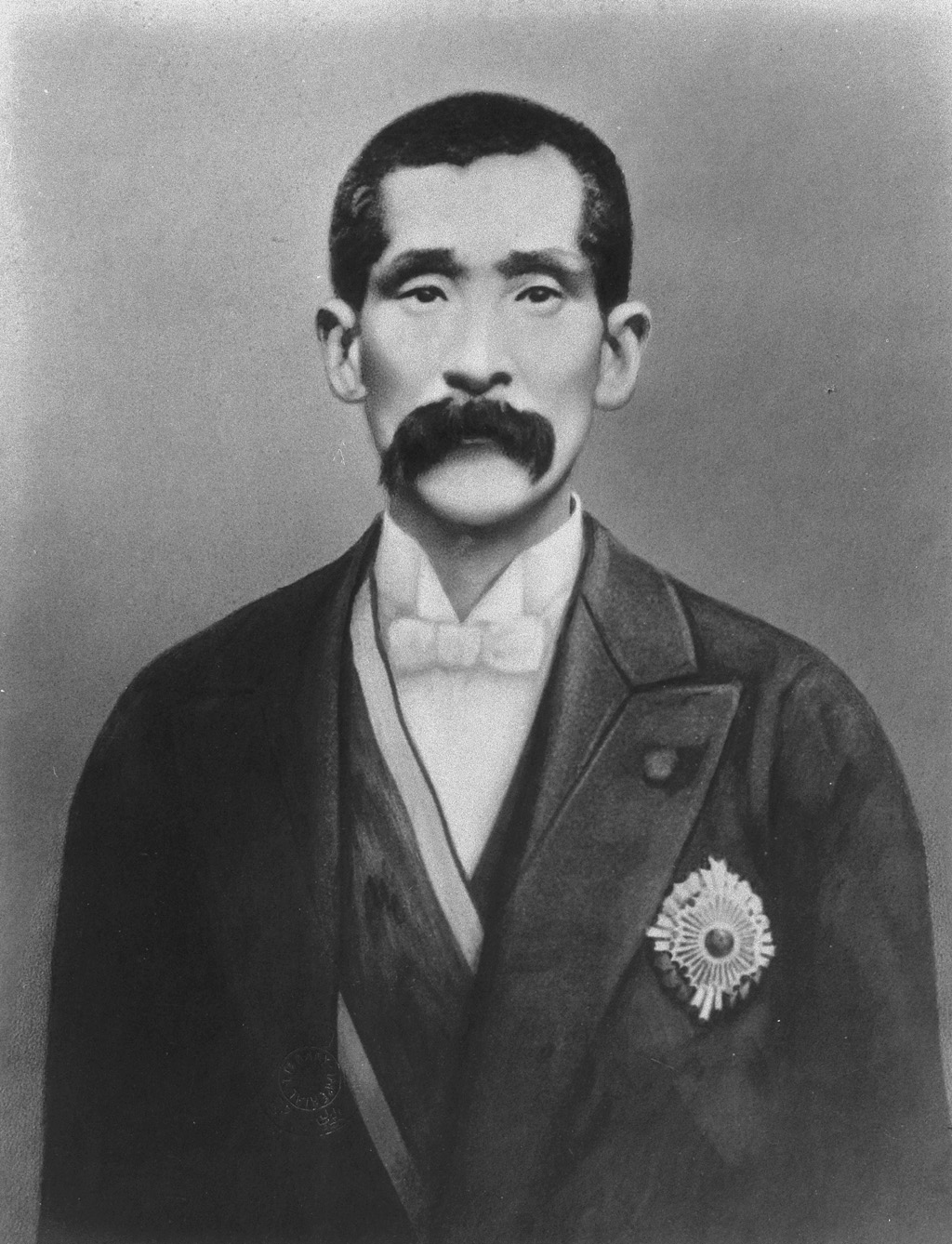
外務大臣　小村寿太郎
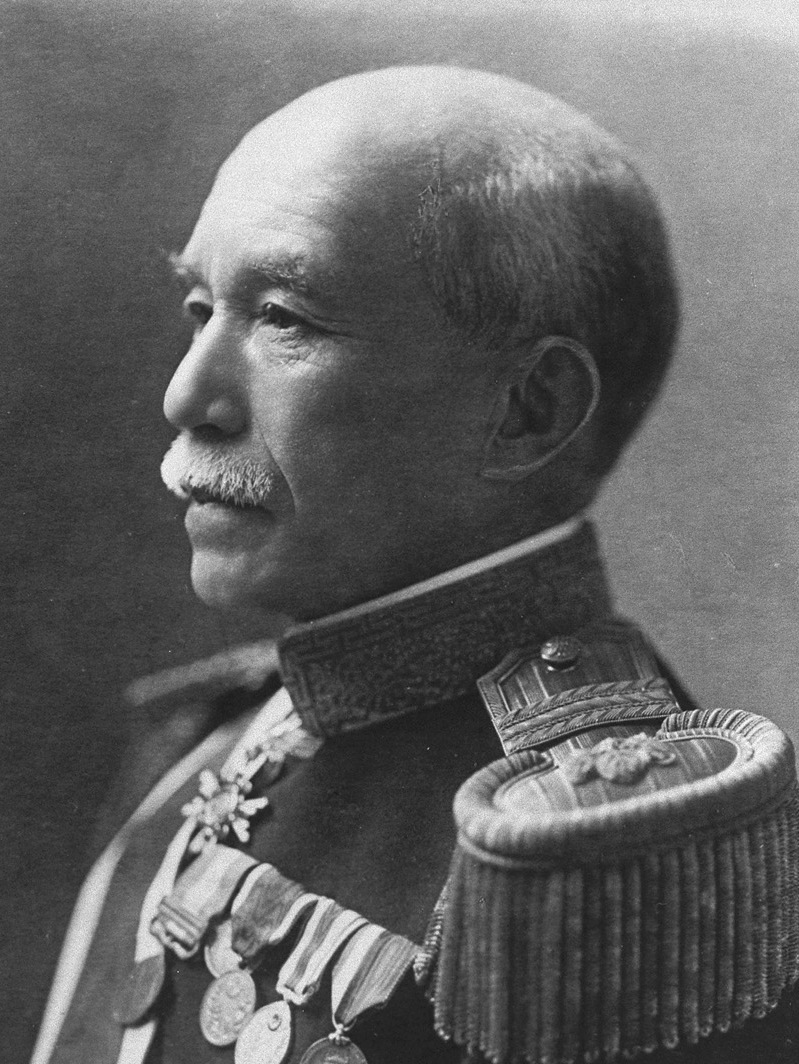
大日本帝国憲法起草者　金子堅太郎
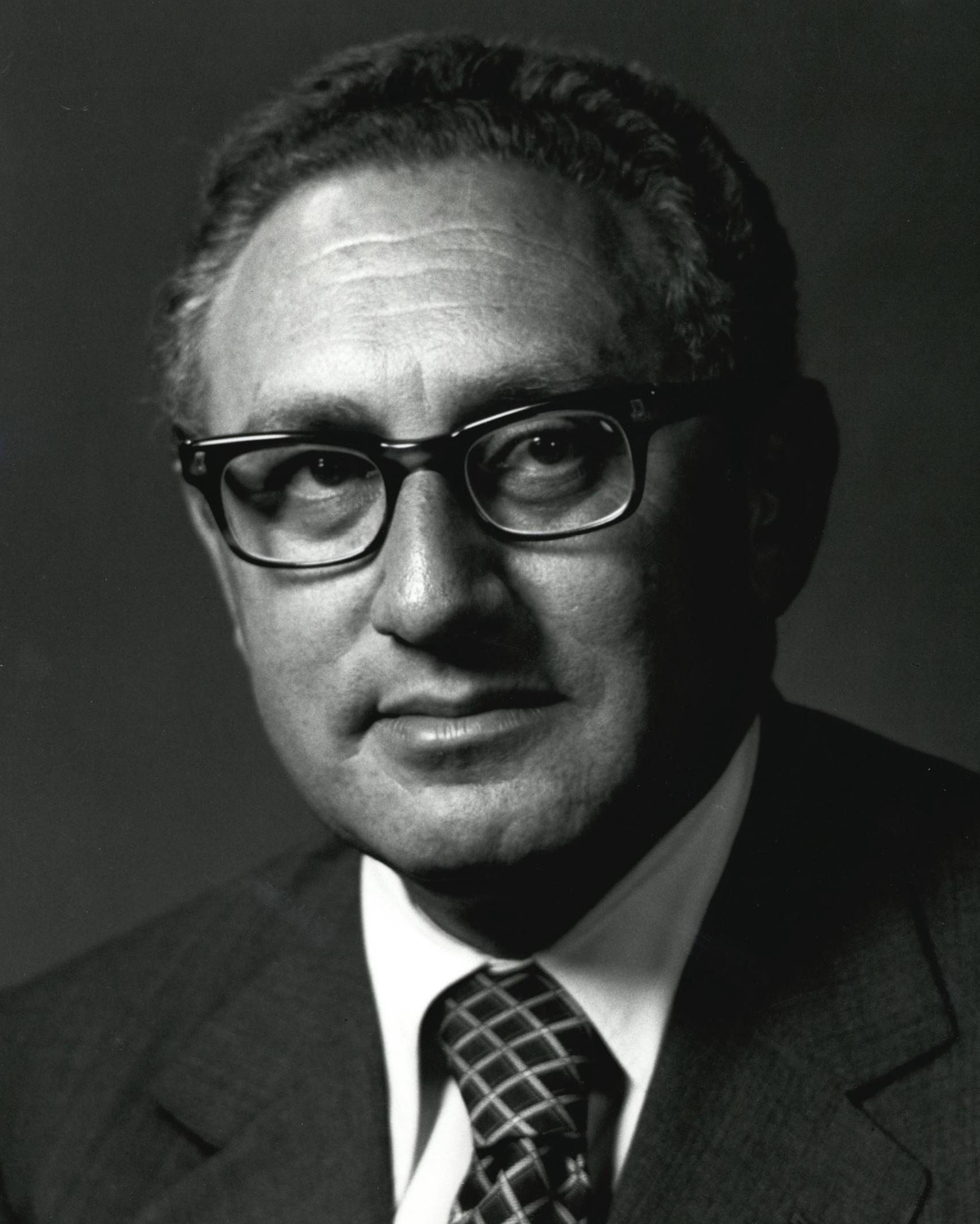
外交官　ヘンリー・キッシンジャー
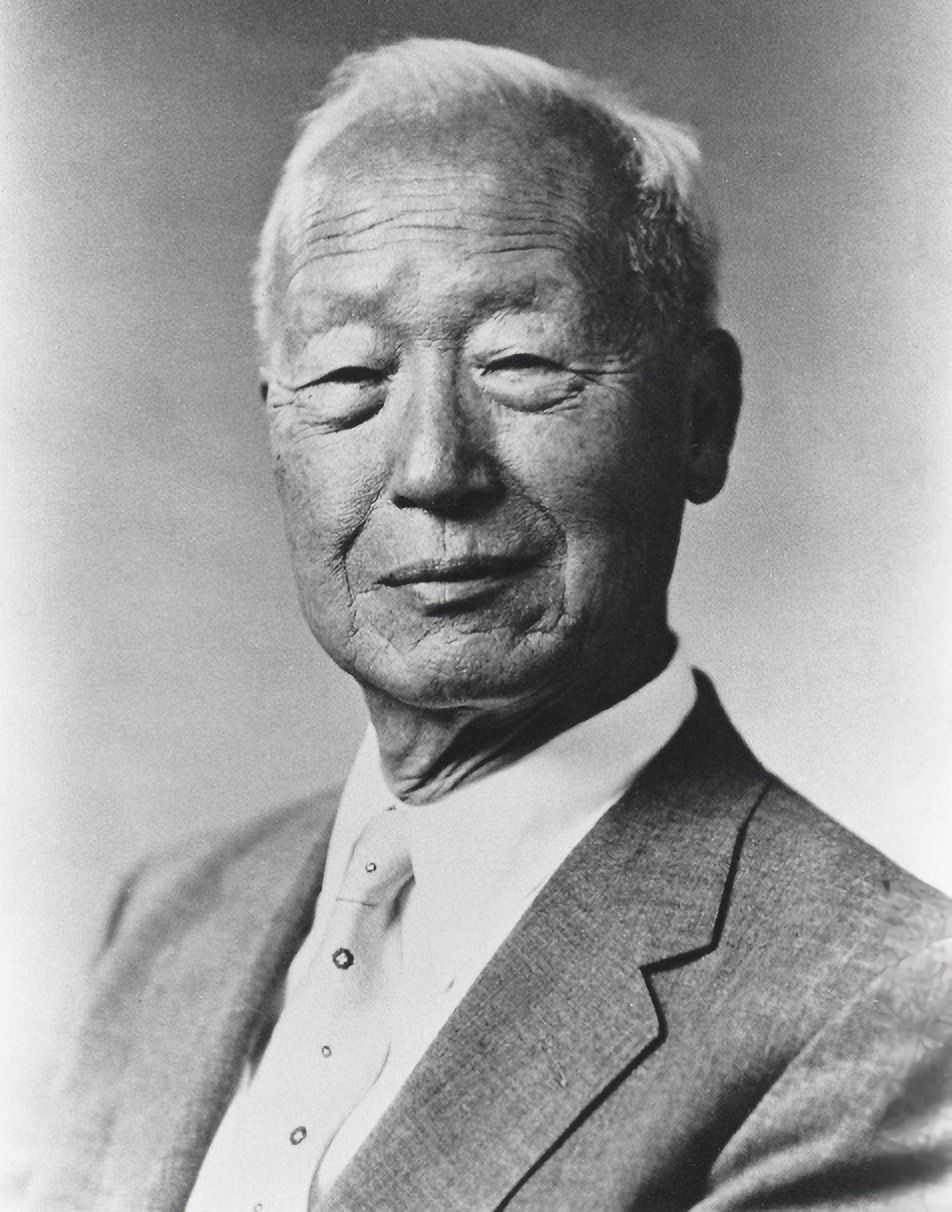
初代韓国大統領　李承晩
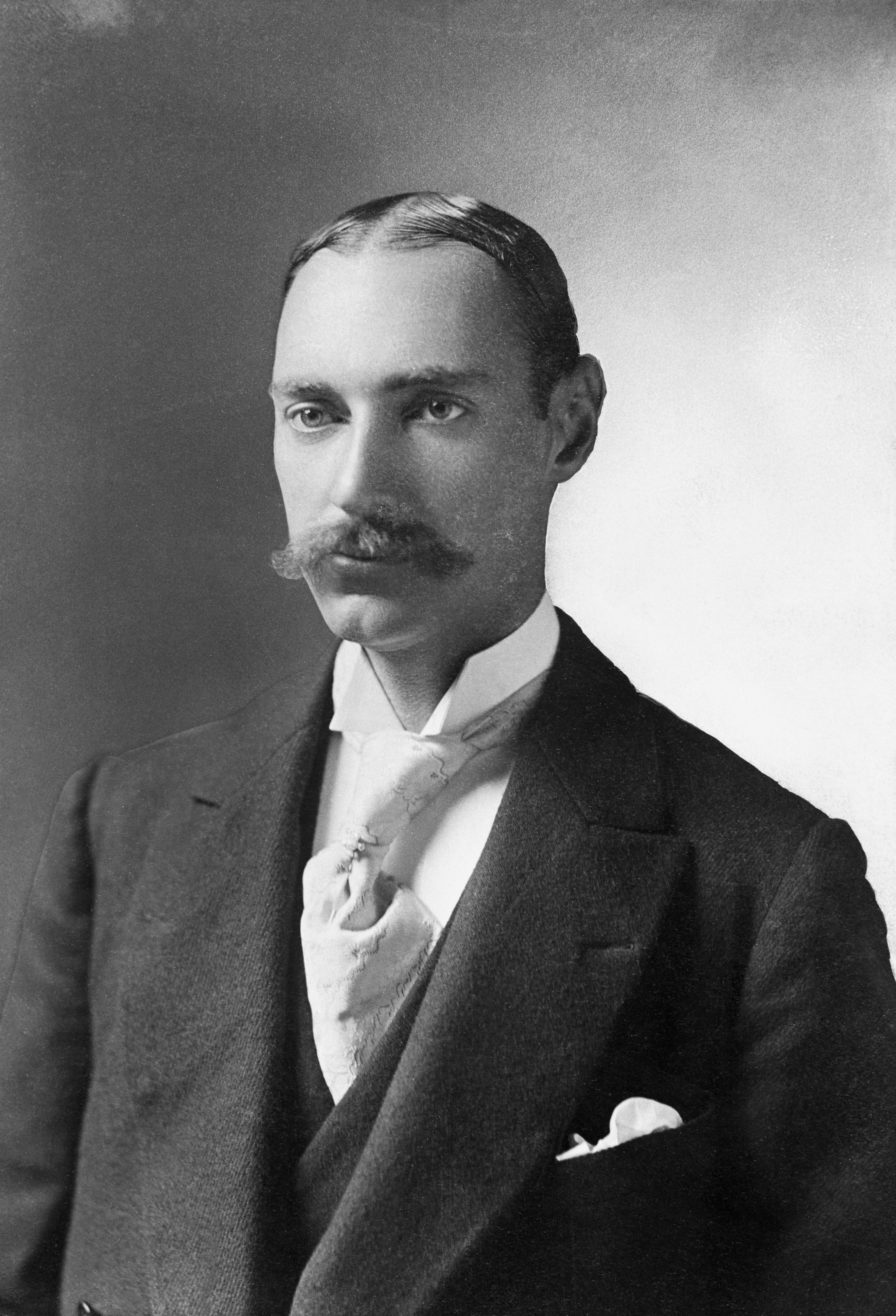
タイタニック号乗客者　ジョン・ジェイコブ・アスター4世
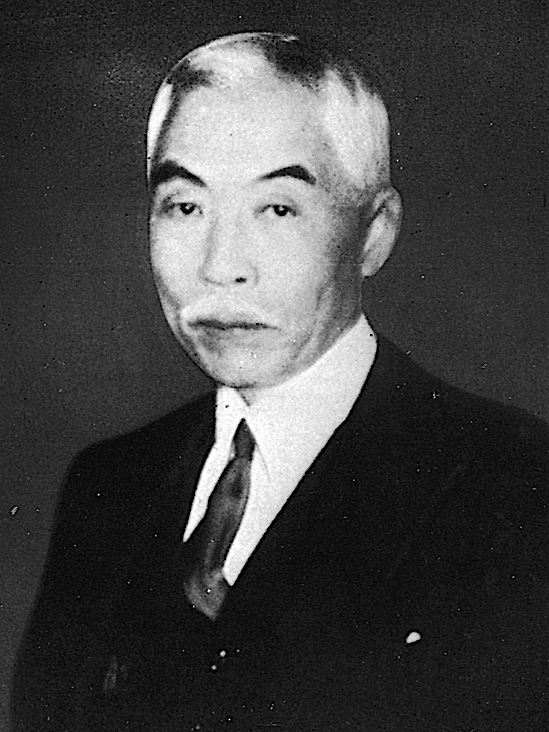
第38代大蔵大臣　池田成彬
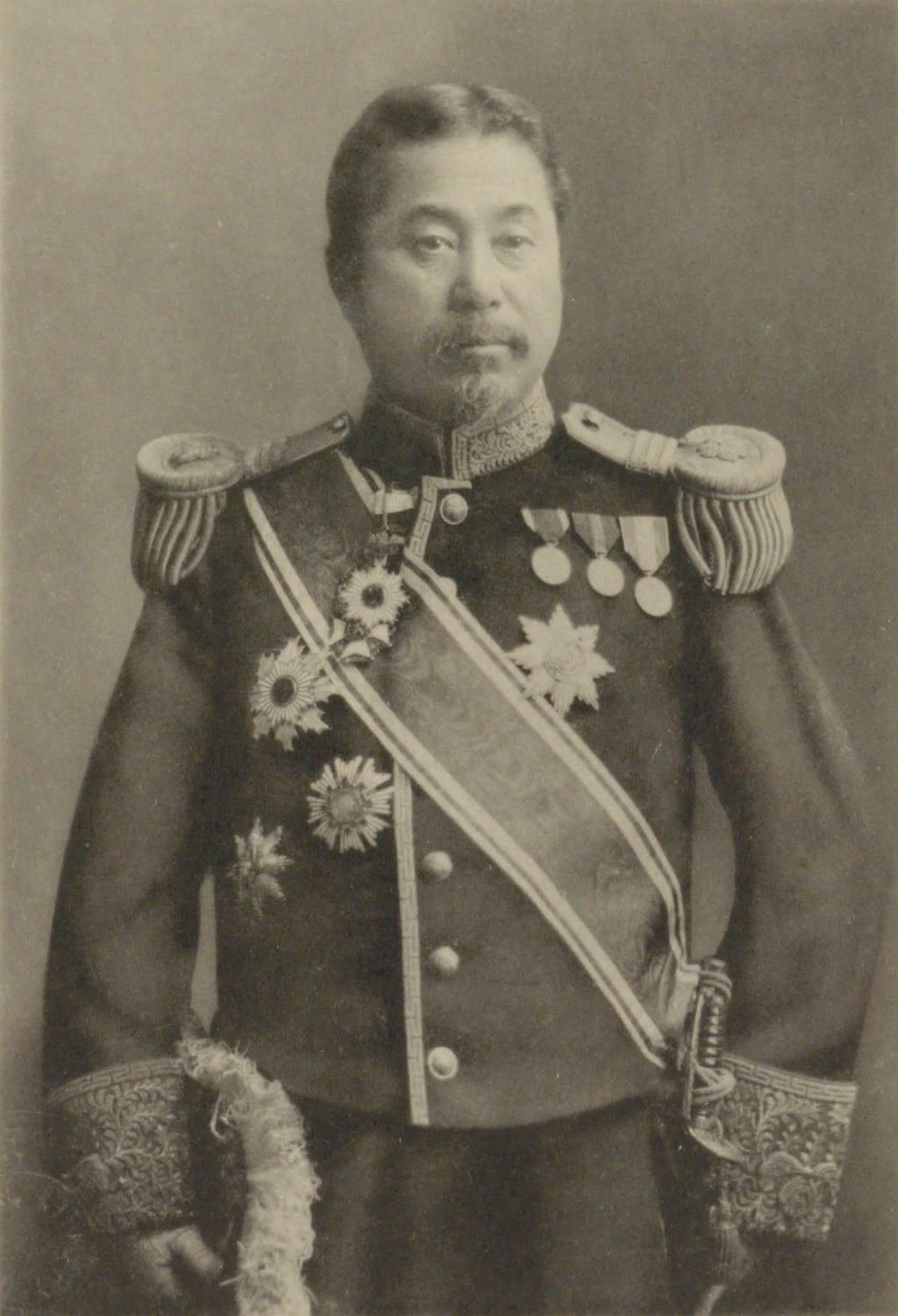
勝海舟の娘婿　目賀田種太郎
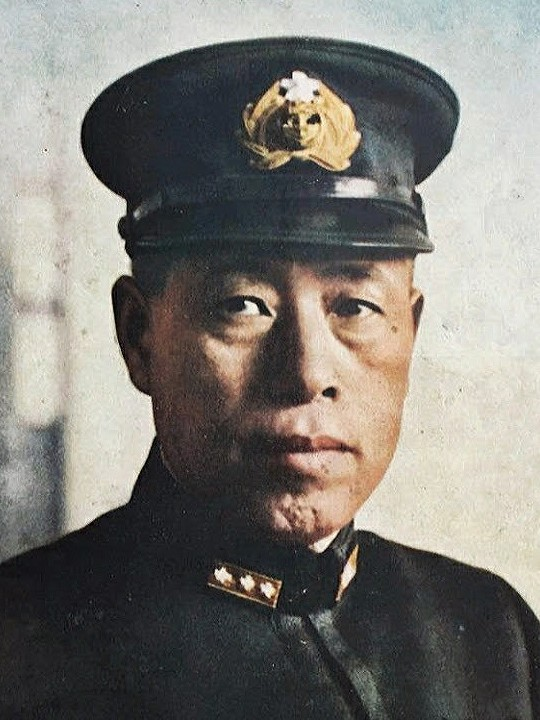
第日本帝国海軍軍人　山本五十六
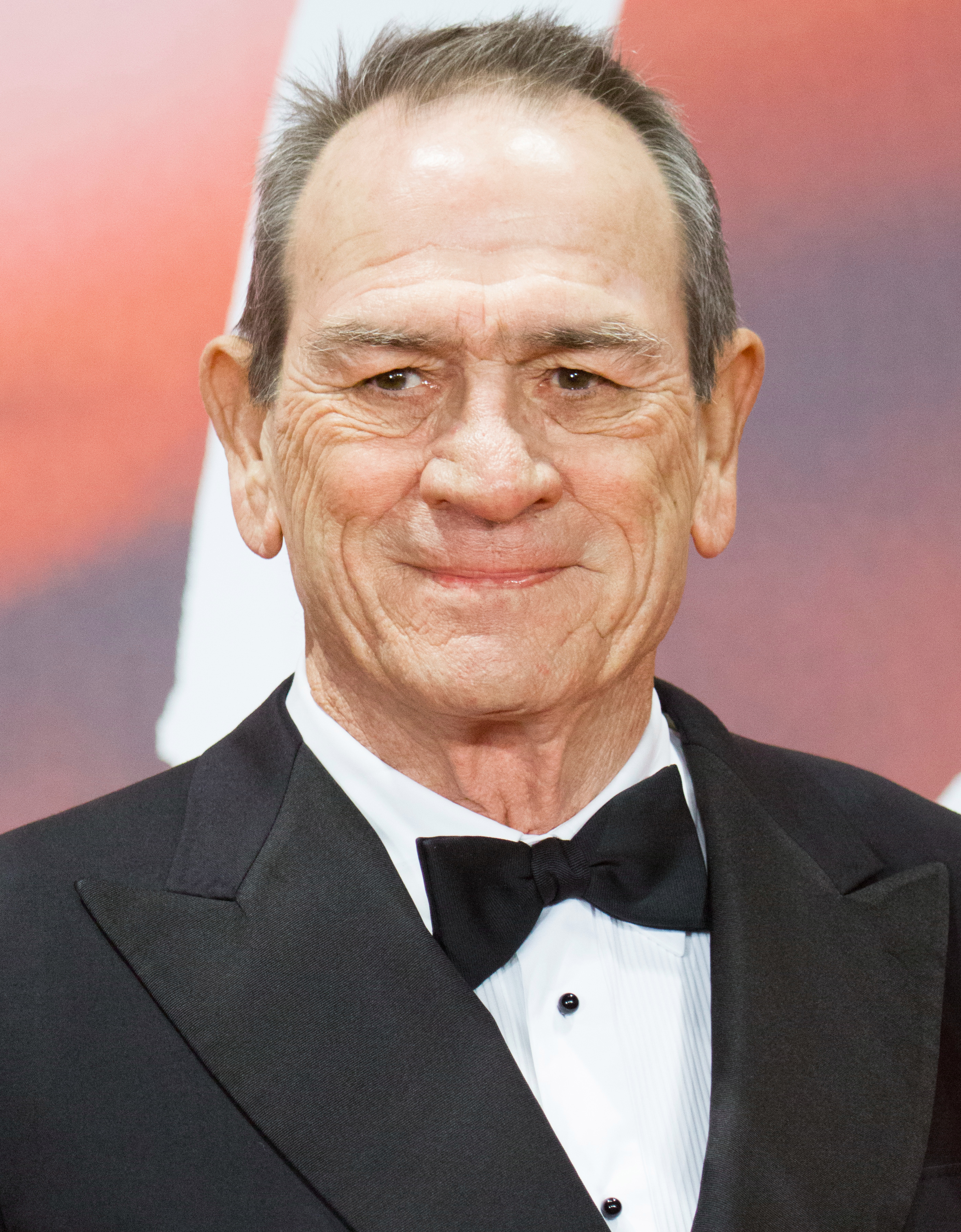
俳優　トミー・リー・ジョーンズ
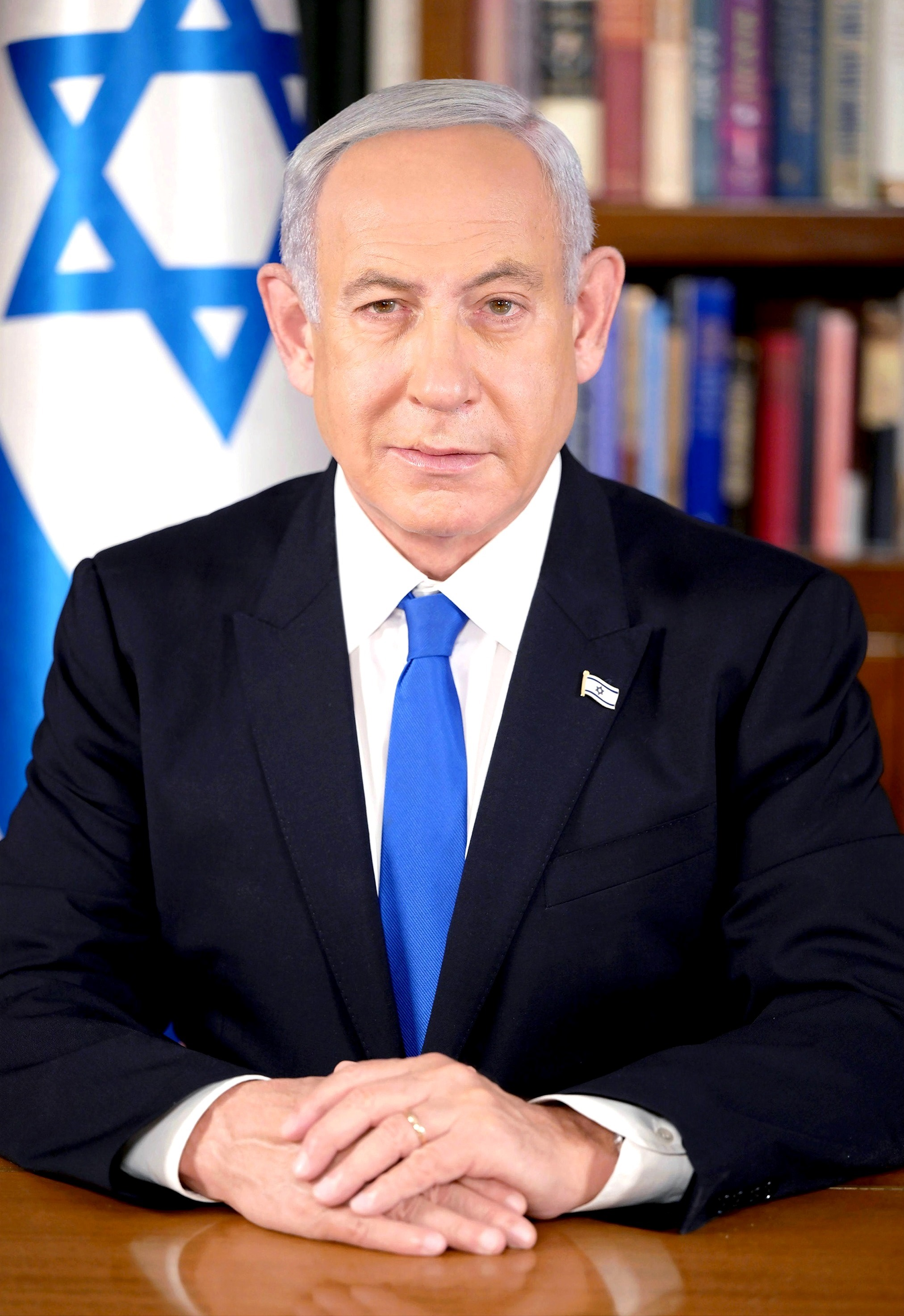
第13・17・20代　イスラエル首相  ベンヤミン・ネタニヤフ
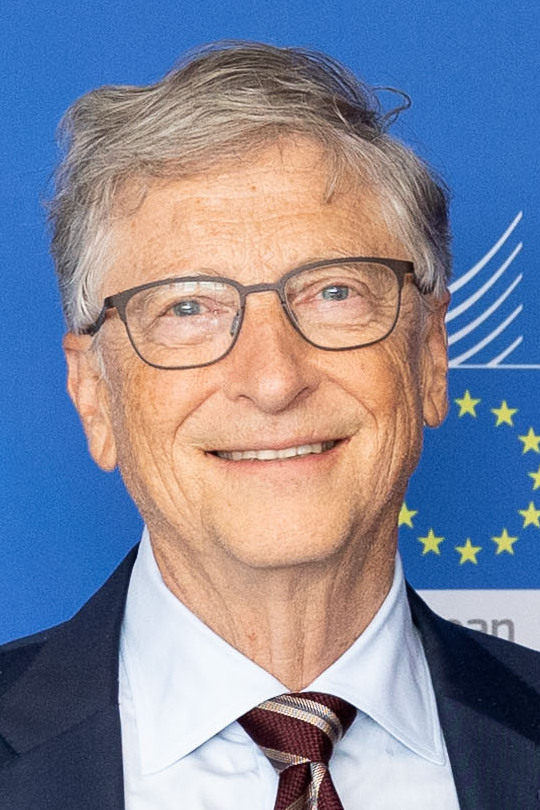
マイクロソフト創業者　ビル・ゲイツ